# Johannes Paul II.

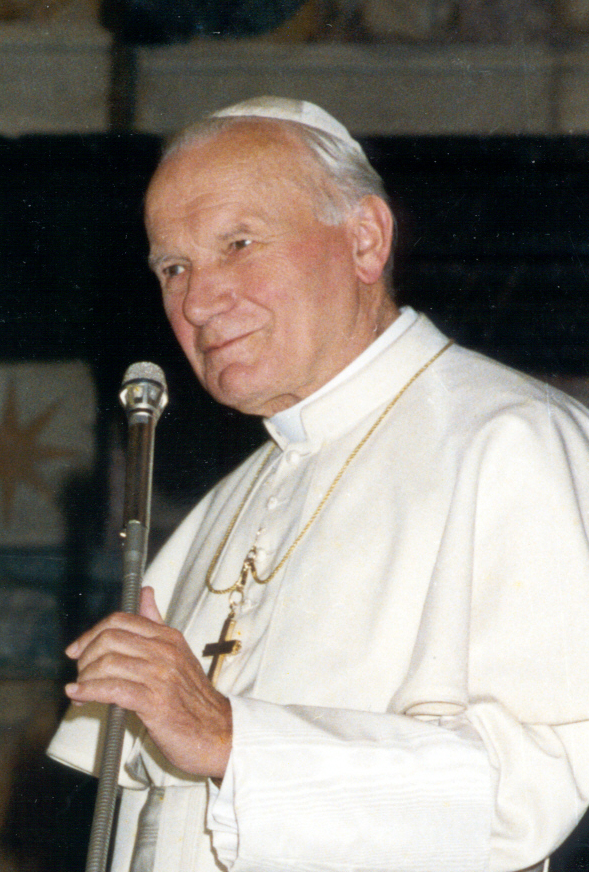
Papst Johannes Paul II. (1991)

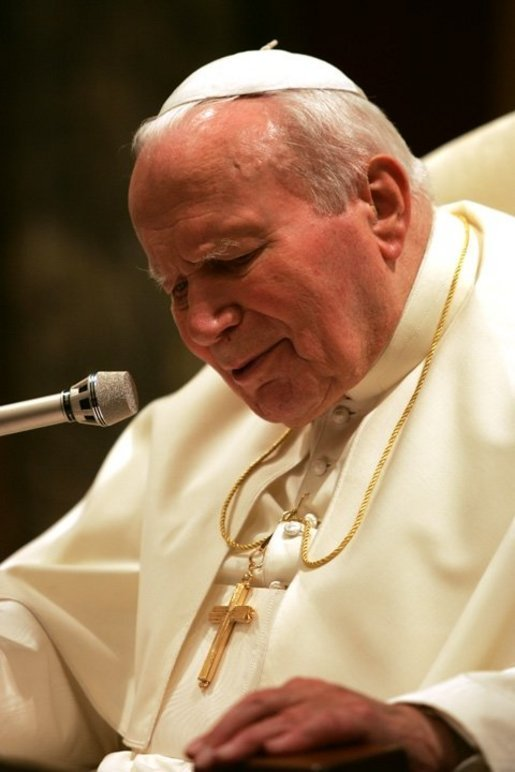
Johannes Paul II., von seinem Parkinsonleiden gezeichnet (2004)

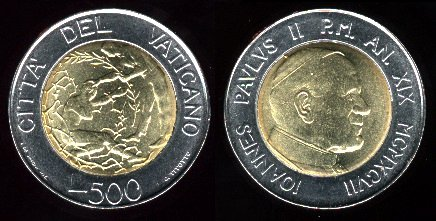
Johannes Paul II. auf einer 500 Vatikanische-Lira-Münze

Johannes Paul II. auf einer 2-€-Münze der Vatikanstadt

Wappen Johannes Pauls II. Der Wahlspruch Johannes Pauls, Totus tuus („Ganz dein“), und das M im rechten unteren Quadranten des Wappens beziehen sich auf die Gottesmutter.

Johannes Paul II. (lateinisch Ioannes Paulus II; bürgerlich Karol Józef Wojtyłaⓘ [ˈkarɔl 'juzεf vɔjˈtɨu̯a]; * 18. Mai 1920 in Wadowice; † 2. April 2005 in der Vatikanstadt) war ein polnischer Geistlicher. Er war von seiner Wahl am 16. Oktober 1978 bis zu seinem Tod im Jahr 2005 der 264. Bischof von Rom (Papst) und damit Oberhaupt der römisch-katholischen Kirche sowie Staatsoberhaupt der Vatikanstadt. Sein Pontifikat dauerte 26 Jahre und 5 Monate; ein längeres ist nur für Pius IX. belegt. Johannes Paul II. war der erste Pole auf dem Papstthron und der erste Nicht-Italiener seit 456 Jahren. Ihm wird eine maßgebliche Rolle bei der Beendigung des Sozialismus in seinem Heimatland Polen zugeschrieben. Johannes Paul II. wurde am 1. Mai 2011 von Benedikt XVI. in Rom selig- und am 27. April 2014 von Franziskus heiliggesprochen; sein Gedenktag ist der 22. Oktober, der Tag seiner Inthronisation im Jahre 1978.

## Leben

### Kindheit und Jugend
Karol Józef Wojtyła wurde am 18. Mai 1920 in Wadowice, einer Kleinstadt bei Krakau, geboren. Sein Vater Karol Wojtyła – gelernter Schneider – war Leutnant der polnischen Armee, nachdem er bereits bis 1918 als Unteroffizier in der Armee Österreich-Ungarns gedient hatte. Die Mutter Emilia Wojtyła, geborene Kaczorowska, war Hausfrau und starb, als Karol acht Jahre alt war. Im Alter von zwölf Jahren verlor er seinen älteren Bruder Edmund (1906–1932), der am 5. Dezember 1932 als junger Mediziner in Bielsko an Scharlach starb. Seine ältere Schwester war bereits vor seiner Geburt verstorben.
In seiner Kindheit war Wojtyła sehr sportlich und spielte oft Fußball. Er war ein Fan des Fußballvereins KS Cracovia. In seinen prägenden Jahren wurde er durch zahlreiche Kontakte mit der jüdischen Gemeinde in Wadowice beeinflusst. Oft wurden Fußballspiele in der Schule zwischen einer jüdischen und einer katholischen Mannschaft organisiert. Wojtyła spielte oft freiwillig als Torwart bei der jüdischen Mannschaft, wenn diese nicht genug Spieler hatte. Mit Jerzy Kluger, einem seiner damaligen Freunde, war er bis zu seinem Tod sehr eng befreundet.
Ab 1930 besuchte er das Gymnasium und wirkte ab 1934 bei Theateraufführungen mit. Wojtyła war Ministrant, galt als strebsamer Schüler und beendete die Schule mit Bestnoten. Im Sommer 1938 siedelte sein Vater mit ihm nach Krakau in den Stadtteil Dębniki über. Wojtyła schrieb sich zum Studium der Philosophie und Polnischen Literatur an der Jagiellonen-Universität ein. Drei Jahre später, im Jahre 1941, starb sein Vater.
An der Universität schloss sich Wojtyła der Experimentaltheatergruppe „Studio 39“ um Tadeusz Kudliński an, in der er bis 1943, zuletzt im Untergrund, wirkte. Außerdem verfasste er literarische Texte: Neben diversen Gedichten schrieb er 1940 unter dem Pseudonym Andrzej Jawien das dreiteilige Drama Jeremiasz (Jeremia), ein biblisch inspiriertes Mysterienspiel mit politischem Bezug. Ebenso engagierte er sich im Rhapsodischen Theater. Sein Mysterienspiel Im Laden des Goldschmieds wurde 1960 veröffentlicht.
Nach dem deutschen Überfall im September 1939 wurde die Universität von der deutschen Besatzungsmacht geschlossen. 183 Professoren wurden im Zuge der Sonderaktion Krakau verhaftet – ein Teil von ihnen starb in Konzentrationslagern. Wojtyła führte seine Studien in der Untergrunduniversität fort, wurde aber zwangsweise zum Baudienst im Generalgouvernement herangezogen. Er war in einem Steinbruch sowie vom Frühjahr 1942 bis August 1944 in einer Chemiefabrik eingesetzt. So entging er seiner Deportation zur Zwangsarbeit nach Deutschland.
Wadowice und Krakau sind Orte, die bis zum Zweiten Weltkrieg sehr stark durch die jüdische Kultur beeinflusst waren, was prägend für Wojtyłas positives Verhältnis zum Judentum war. Im Oktober 1942 trat er ins geheime Priesterseminar der Erzdiözese Krakau ein. Von August 1944 bis Kriegsende 1945 fand er Zuflucht in der Residenz des Krakauer Erzbischofs Adam Stefan Sapieha.

### Priester und Professor
Am 21. Dezember 1945 erhielt Wojtyla die Weihe zum Akolythen und zum Exorzist, zwei der 1969 abgeschafften niederen Weihen.
Am 1. November 1946 empfing Wojtyła im Geheimen die Priesterweihe von Adam Stefan Sapieha und promovierte in den folgenden zwei Jahren auf dessen Anweisung in Rom am Angelicum über die Glaubensdoktrin beim heiligen Johannes vom Kreuz. Am 3. Juli 1947 erwarb er das Lizenziat der Theologie, im Juni 1948 das Doktorat der Philosophie (mit der Note summa cum laude).
Im Anschluss war Wojtyła als Kaplan in Niegowić bei Gdów und später in der Krakauer Studentenkirche St. Florian tätig, wo er bald für seine Predigten bekannt wurde. Er wurde Ende 1948 zum Doktor der Theologie promoviert.
Im Jahr 1953 habilitierte sich Wojtyła an der Krakauer Theologischen Fakultät mit seiner Arbeit „Über die Möglichkeit, eine christliche Ethik in Anlehnung an Max Scheler zu schaffen“ und lehrte ab 1954 Philosophie und Sozialethik an der Katholischen Universität von Lublin. In dieser Zeit entstand auch sein bedeutendstes und in Polen am häufigsten aufgeführtes Bühnenwerk Der Bruder unseres Gottes, in dem sich bereits einige zentrale Ansätze seines philosophischen Hauptwerks Person und Tat (1969) abzeichnen.

### Bischof und Kardinal

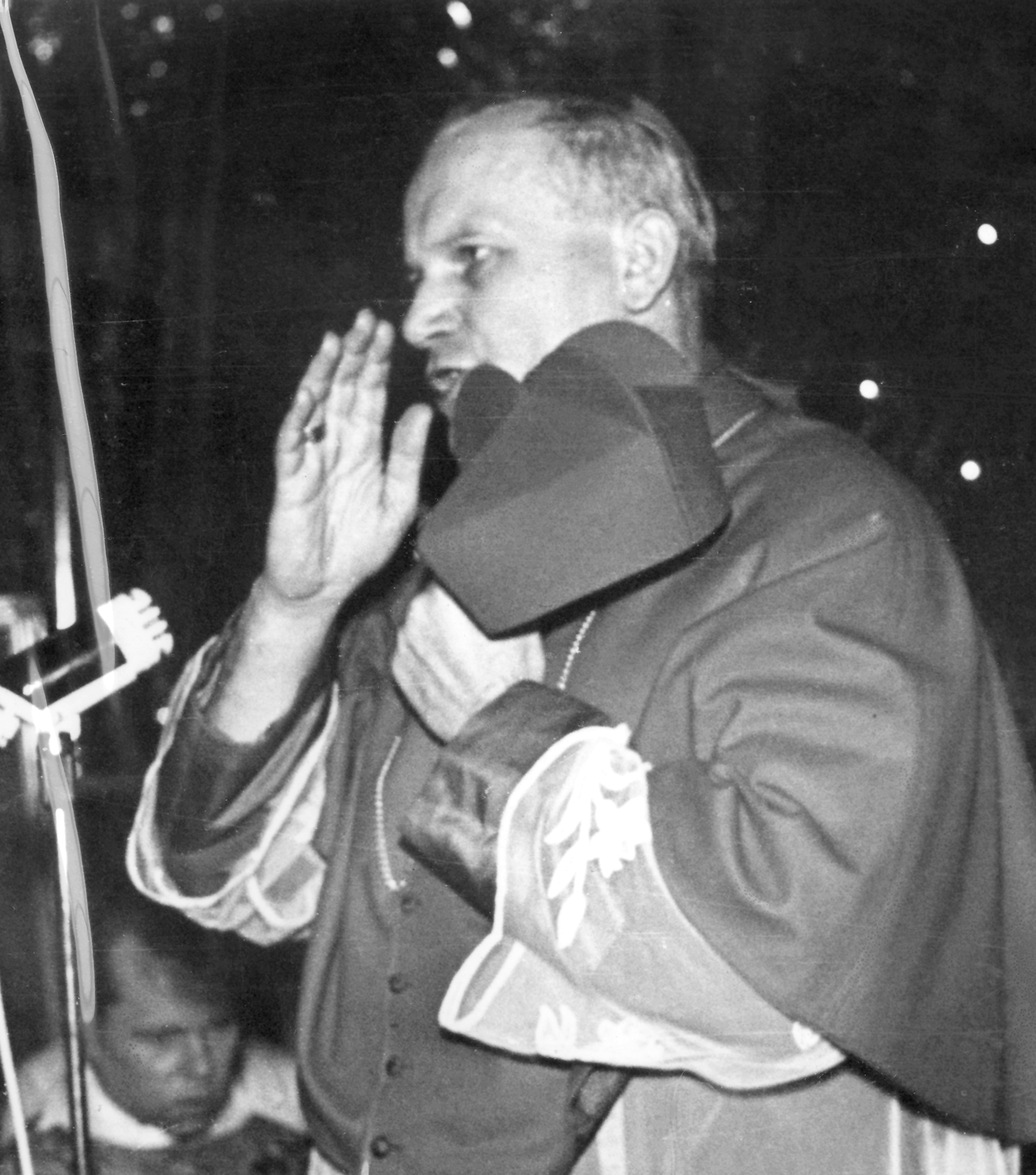
Besuch der Kirche Mariä Heimsuchung in Krakau Anfang Juni 1967, kurz vor seiner Erhebung zum Kardinal

Am 28. September 1958 wurde Karol Wojtyła von Eugeniusz Baziak zum Bischof geweiht, nachdem er am 4. Juli desselben Jahres zum Weihbischof in Krakau mit dem Titularbistum Ombi ernannt worden war. Er nahm 1962 bis 1965 am Zweiten Vatikanischen Konzil teil; sein Hauptaugenmerk lag dabei auf den Gebieten Religionsfreiheit und einer zeitgemäßen Verkündigung der kirchlichen Lehre, die die Konzilsdokumente Dignitatis humanae und Gaudium et spes behandeln.
Am 13. Januar 1964 folgte Wojtyła Erzbischof Eugeniusz Baziak im Amt des Erzbischofs von Krakau, nachdem die kommunistischen Machthaber zunächst versucht hatten, seine Erhebung zum Erzbischof zu verhindern. Sein Episkopat in Krakau war vor allem durch eine „sanfte“ Konfrontation mit dem kommunistischen Regime Polens geprägt. Sein Beharren auf dem Bau der Kirche der Mutter Gottes, der Königin von Polen in der neuen Arbeiterstadt Nowa Huta, und seine Predigten, in denen er oft die freie Ausübung der Religion für alle Polen forderte, zeigten ihn als unerschrockenen Antikommunisten. 1965 war er maßgeblich am Aufruf der polnischen Bischöfe an ihre deutschen Amtsbrüder zur Versöhnung beteiligt, in dem zur Versöhnung zwischen Polen und Deutschen aufgerufen wurde. Auch dies machte ihn zum Objekt scharfer Attacken der kommunistischen Machthaber. Am 26. Juni 1967 wurde Wojtyła zum Kardinalpriester mit der Titelkirche pro hac vice San Cesareo in Palatio erhoben. In dieser Zeit setzte er seine aktive wissenschaftliche Arbeit fort, publizierte 1969 ein philosophisches „Credo“ seines eigenen Personalismus in der Monographie Person und Tat und nahm an verschiedenen polnisch-italienischen philosophischen Kongressen und Konferenzen teil.

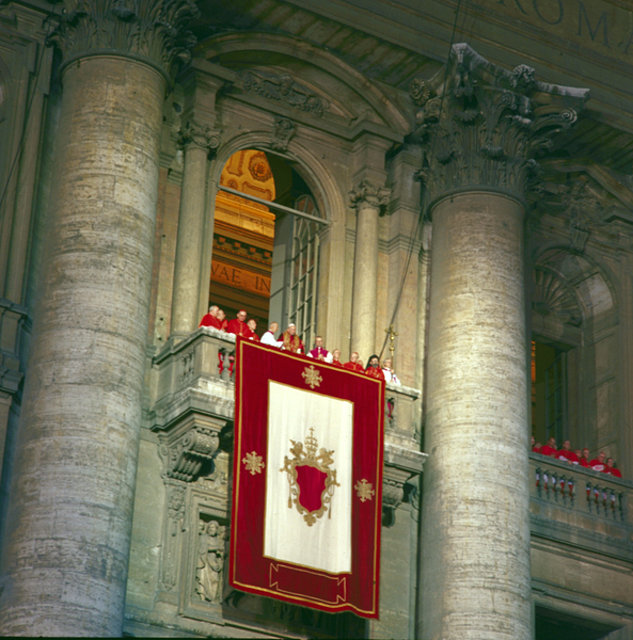
Papst Johannes Paul II. nach seiner Wahl auf der Benediktionsloggia des Petersdoms, 16. Oktober 1978

Im Zuge der kirchlichen Bemühungen um eine deutsch-polnische Aussöhnung besuchte Wojtyła 1974 die Bundesrepublik Deutschland und zelebrierte mit Julius Kardinal Döpfner am 19. September eine heilige Messe im Karmel Heilig Blut am Rande der KZ-Gedenkstätte Dachau. Als Papst sprach er später 48 der im Konzentrationslager Dachau inhaftierten Priester selig. Ein letzter Deutschlandbesuch vor seiner Wahl erfolgte 1978 an der Seite des Primas von Polen, Stefan Kardinal Wyszyński.

### Pontifikat
Die Amtszeit Johannes Pauls II. dauerte vom 16. Oktober 1978 bis zu seinem Tod am 2. April 2005. In den ersten fünf Jahren predigte er in den Mittwochskathechesen seine Theologie des Leibes. In die mehr als 26 Jahre seines Pontifikats fielen unter anderem der NATO-Doppelbeschluss, der Kurswechsel der Sowjetunion unter Michail Gorbatschow ab 1985 (Glasnost und Perestroika), der Zerfall des Ostblocks, die Öffnung des Eisernen Vorhangs 1989, der Sturz fast aller kommunistischen Regierungen in Mitteleuropa, das Ende des Kalten Krieges, der Zerfall der Sowjetunion, der Zerfall Jugoslawiens, Kriege im ehemaligen Jugoslawien, die Terroranschläge am 11. September 2001, Kriege in Afghanistan und im Irak.
Johannes Paul II. suchte stärker als seine Vorgänger die Öffentlichkeit, scheute die Massenmedien nicht und wurde gelegentlich „Medienpapst“ genannt. Er galt, verglichen mit seinen Vorgängern, als Ausnahmeerscheinung. Dazu trug bei, dass er als „der jüngste Papst im 20. Jahrhundert“ zugleich „der erste slawische Papst“ war sowie über „einen breiten Wissenshorizont“, „ein starkes Charisma“ und einen trockenen Humor verfügte, womit er „ebenso Massen begeistern wie im persönlichen Gespräch überzeugen konnte“.

#### Wahl und Anfangsjahre
Am 16. Oktober 1978 wurde Karol Wojtyła von den 111 zum Konklave versammelten Kardinälen (im 8. Wahlgang mit 99 Stimmen, andere Quellen nennen 97 Stimmen) in der Sixtinischen Kapelle als Nachfolger des am 28. September 1978 verstorbenen Johannes Paul I. zum nach kirchlicher Zählung 264. Papst und Bischof von Rom gewählt. Im Konklave war es zunächst zu einem Zweikampf zwischen dem Erzbischof von Genua, Giuseppe Siri, und dem Erzbischof von Florenz, Giovanni Benelli gekommen, in dem beide zeitweise die Führung übernommen hatten. Am Ende übertrugen etliche Anhänger Benellis ihre Stimmen auf Wojtyla; trotzdem sollen Siri im 6. Wahlgang nur fünf Stimmen zum Erreichen der erforderlichen Zwei-Drittel-Mehrheit gefehlt haben. Gleichwohl drehte sich die Stimmung im Konklave, so dass Wojtyla die erforderliche Anzahl von 75 Stimmen bei weitem übertraf.
Wojtyla war damit der erste nicht-italienische Papst seit Hadrian VI. (* 1459 in Utrecht (Niederlande), zum Papst gewählt 1522) sowie als Pole der erste slawische Papst der Kirchengeschichte. Es wird berichtet, dass Wojtyla eigentlich den Papstnamen Stanislaus annehmen wollte, die versammelten Kardinäle ihn jedoch davon abbrachten.
Edward Gierek, damaliger Chef der Polska Zjednoczona Partia Robotnicza, kommentierte die Wahl Wojtyłas weitsichtig: „Ein großes Ereignis für die polnische Nation – und große Schwierigkeiten für uns!“ Johannes Paul II. war bei seiner Wahl mit 58 Jahren der jüngste Papst seit Pius IX. Zudem war er in außerordentlich guter körperlicher Verfassung. Im Gegensatz zu anderen Päpsten vor ihm trieb er Sport, schwamm und lief regelmäßig Ski. Mehr als hundertmal soll er heimlich den Vatikan verlassen haben, um die US-Philosophin Tymieniecka zu treffen oder Ski zu fahren.
Am 4. März 1979 veröffentlichte Johannes Paul II. seine Antrittsenzyklika Redemptor Hominis, die ihm die Bezeichnung „Papst der Menschenrechte“ einbrachte.
In den ersten Jahren des Pontifikats standen das Beharren auf der Religionsfreiheit und eine damit verbundene Konfrontation mit den kommunistischen Regimes Osteuropas im Vordergrund. Die Außenpolitik Johannes Pauls II. gegenüber dem Ostblock unterschied sich hier von der seiner kompromissbereiteren Vorgänger. Trotzdem berief er 1979 mit Agostino Casaroli einen Architekten dieser kompromissbereiten Ostpolitik zum Kardinalstaatssekretär. Die polnische Parteiführung konnte eine Pastoralreise in die Heimat aufgrund seiner Popularität nicht verhindern. Vom 2. bis 10. Juni 1979 besuchte er zum ersten Mal als Papst sein Heimatland Polen. Dort sahen ihn etwa zehn Millionen Menschen, ein Viertel der gesamten polnischen Bevölkerung. Johannes Paul II. wurde zum Symbol des polnischen Widerstands. Symbolträchtig war sein Besuch nicht zuletzt deswegen, weil sich 1979 zum 900. Mal der Tod Stanislaus von Szczepanóws jährte, eines Vorgängers Wojtyłas im Amt des Bischofs von Krakau, der wegen seines Widerstands gegen den tyrannischen König Bolesław II. eine Symbolfigur des polnischen Freiheitswillens ist und als Nationalheld verehrt wird.

#### Attentate

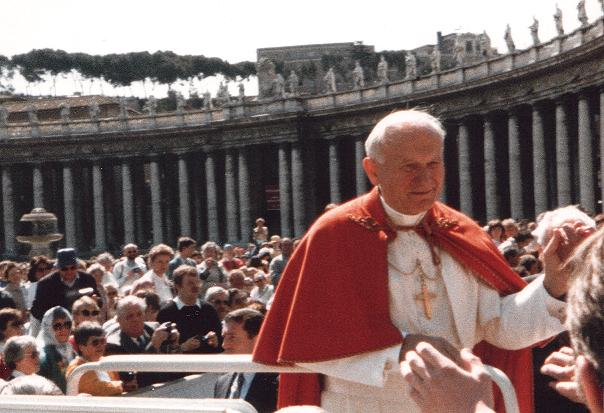
Begrüßung der Menge auf dem Petersplatz, 22. April 1987

Am 13. Mai 1981 (dem Gedenktag der Drei Geheimnisse von Fátima) feuerte der türkische Rechtsextremist Mehmet Ali Ağca um 17:17 Uhr aus nächster Nähe mindestens zwei Pistolenschüsse auf Johannes Paul II. ab, als dieser im offenen Papamobil auf dem Weg zur Generalaudienz in langsamer Fahrt die auf dem Petersplatz versammelte Menschenmenge passierte. Eine Kugel traf den Papst an der linken Hand und an der Schulter, eine zweite drang in seinen Unterleib ein. Da er sofort in das Gemelli-Krankenhaus gebracht wurde, konnten die Ärzte sein Leben durch eine fünfstündige Operation retten, bei der ein Stück des perforierten Darms entfernt wurde. Gegen den Rat der Ärzte kehrte er schon am 3. Juni in den Vatikan zurück. Eine schwere postoperative Virusinfektion zwang ihn jedoch dazu, sich am 20. Juni für weitere 24 Tage in die Klinik zu begeben.
Die Hintermänner des Attentats wurden beim sowjetischen Geheimdienst KGB vermutet. Es blieb allerdings lange Zeit eine Vermutung, da Ağca sich bis März 2005 beharrlich über die Hintergründe des Attentats ausschwieg. 2006 kam ein Untersuchungsausschuss des italienischen Parlaments zu dem Schluss, das Attentat sei im Auftrag Breschnews vom militärischen Nachrichtendienst der Sowjetunion GRU in Zusammenarbeit mit dem bulgarischen Geheimdienst verübt worden. Aufsehen erregte der Papst, als er im Dezember 1984 den Attentäter, dem er schon auf dem Krankenbett vergeben hatte, nach der Genesung im Gefängnis besuchte.
Da die Marienverehrung für Johannes Paul II. besonders wichtig war und das Attentat am Gedenktag Unserer Lieben Frau in Fatima verübt wurde, an dem sich in dem portugiesischen Fátima 1917 die erste Marienerscheinung ereignet hatte, schrieb Johannes Paul II. seine Rettung der Gottesmutter zu und dankte ihr mit einer Wallfahrt dorthin. Dabei brachte er ihr das Geschoss, das ihm aus dem Bauch entfernt worden und inzwischen vergoldet und in eine kleine Krone gefasst war, als Geschenk.
Während dieser Reise unternahm am 12. Mai 1982 der Priester Juan María Fernández y Krohn mit einem Bajonett ein weiteres Attentat, konnte jedoch von den Leibwächtern überwältigt werden. Der Attentäter begründete sein Handeln mit der „Rettung“ der katholischen Kirche vor den Beschlüssen des Zweiten Vatikanischen Konzils.

#### Reisetätigkeit

Von Johannes Paul II. besuchte Länder

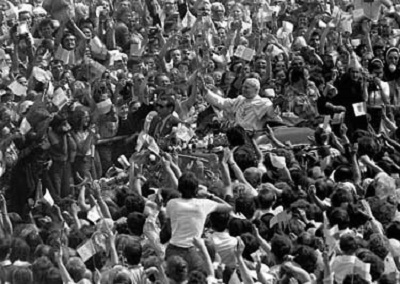
Erster Besuch des neugewählten Papstes in seiner Heimat Polen 1979

Johannes Paul II. auf dem Flug von Rom nach Zürich mit Swissair-Direktionspräsident Robert Staubli

Johannes Paul II. nahm die repräsentativen Aspekte des Papstamtes verstärkt wahr. Dies zeigte sich vor allem in den 104 Auslandsreisen, Pastoralbesuche genannt, auf denen er 127 Länder besuchte. Seine Reisetätigkeit trug ihm rasch den Spitznamen „eiliger Vater“ ein. Johannes Paul II. unternahm während seiner Amtszeit mehr Auslandsreisen als alle früheren Päpste zusammen. Auf seine erste Reise, die ihn in die Dominikanische Republik, nach Mexiko und auf die Bahamas führte, begab er sich bereits rund drei Monate nach seiner Wahl. Wenn Johannes Paul II. ein Land zum ersten Mal betrat, zeigte er durch seinen Kniefall und das Küssen des Bodens seine Ehrerbietung.
Von politischer Bedeutung waren insbesondere die Reisen in sein Heimatland, durch die er den polnischen Widerstand gegen das kommunistische Regime stärkte.
Vom 28. Mai bis 2. Juni 1982 besuchte Johannes Paul II. als erster Papst seit der Trennung der anglikanischen Kirche vor 450 Jahren Großbritannien. Während des Aufenthalts wurde er von Königin Elisabeth II. empfangen und besuchte einen ökumenischen Gottesdienst in der Kathedrale von Canterbury.
Im Mai 1988 besuchte Johannes Paul II. als erster Papst Paraguay und übte dabei scharfe Kritik an dem langjährigen Diktator Alfredo Stroessner bei seinen öffentlichen Auftritten und selbst bei einem Treffen im Präsidentenpalast, die angeblich auch zu dessen Sturz im Februar 1989 beigetragen hat.
1989 besuchte Johannes Paul II. Indonesien und das von ihm besetzte Osttimor. Nach der Messe in Osttimor nutzten Jugendliche die internationale Bühne, um erstmals öffentlich gegen die indonesische Besatzung zu protestieren. Johannes Paul II. wird wegen des Besuchs noch heute in Osttimor große Verehrung entgegengebracht.
Im September 1990 besuchte Johannes Paul II. erneut Afrika und weihte die Basilika Notre Dame de la Paix (Unserer Lieben Frau des Friedens) ein, ein monströses „Geschenk an den Vatikan“ des Präsidenten der Elfenbeinküste, Houphouët-Boigny. Voraussetzung für die Annahme des Geschenks war die Zusage, in der Nähe der Basilika ein Krankenhaus zu errichten.
Am 15. Januar 1995 hielt der Papst in Manila vor vier Millionen Menschen den seinerzeit größten Gottesdienst in der Geschichte der römisch-katholischen Kirche. Es war zugleich die größte bekannte Versammlung in der Geschichte der Menschheit. Am 21. Januar 1998 führte ihn eine Pilgerreise nach Kuba. 
Die Bundesrepublik Deutschland besuchte Johannes Paul II. als Papst erstmals im November 1980, weitere Deutschlandbesuche folgten in den Jahren 1987 und 1996. Österreich besuchte er in den Jahren 1983, 1988 und 1998, die Schweiz 1982, 1984, 1985 und 2004.

#### Persönliche Treffen

Johannes Paul II. und US-Präsident Ronald Reagan im Februar 1984

Neben den Reisen waren insbesondere die persönlichen Treffen weltlicher Machthaber und religiöser Würdenträger charakteristisch für die Amtszeit Johannes Pauls II. So empfing er 1982 den Palästinenserführer Jassir Arafat. Kurz nach dem Fall der Berliner Mauer – am 1. Dezember 1989 – traf er Michail Gorbatschow – es war das einzige Mal, dass ein Generalsekretär der KPdSU von einem Papst empfangen wurde. Im März 1999 fand im Vatikan ein Treffen des Papstes mit dem iranischen Präsidenten Mohammed Chatami statt, was als historisches Ereignis bewertet wurde.
Am 27. Oktober 1986 kam es in Assisi zu einem von Johannes Paul II. initiierten interreligiösen Friedenstreffen mit hochrangigen Vertretern der großen Weltreligionen, bei dem der Papst alle Religionen einlud, jeder in seiner Tradition, für den Frieden zu beten. Unter dem Eindruck der Anschläge des 11. Septembers und des darauf folgenden Kriegs in Afghanistan organisierte der Papst am 24. Januar 2002 ein zweites Gebet der Weltreligionen.
Zahlreiche Besuche und gemeinsame Urlaubstage gab es mit der Philosophin Anna-Teresa Tymieniecka, zu der ihn seit 1976 eine enge Freundschaft verband. Sie besuchte den Papst zuletzt am Tag vor seinem Tod. Die Bedeutung dieser Beziehung wird durch den dokumentierten intensiven Briefwechsel deutlich. Vom Vatikan wurde die Existenz dieser Beziehung ignoriert.

#### Heilige Jahre
Heiliges Jahr der Erlösung 1983
Am 25. März 1983, dem Fest der Verkündigung des Herrn, rief Johannes Paul II. ein außerordentliches „Heiliges Jahr der Erlösung“ aus und öffnete die Heilige Pforte. Das Heilige Jahr der Erlösung endete am Ostersonntag 1984.
Heiliges Jahr 2000 
Mit Öffnung der Heiligen Pforte am 25. Dezember 1999 begannen die Feierlichkeiten für das Heilige Jahr 2000. Am 12. März 2000 sprach der Papst ein „Mea culpa“ für die Verfehlungen der Kirche wie Glaubenskriege, Judenverfolgungen und Inquisition aus. Acht Tage später begann eine Reise nach Israel, Jordanien und in die Palästinensergebiete, bei welcher er die Holocaust-Gedenkstätte Yad Vashem in Israel besuchte und an der Klagemauer betete.
Im Heiligen Jahr 2000 wurde das bis dahin vom Vatikan geheimgehaltene sogenannte „dritte Geheimnis von Fatima“ durch den Kurienkardinal Joseph Ratzinger der Öffentlichkeit bekanntgegeben. Darin soll die Erscheinung von Fatima das Attentat auf einen Papst vorhergesagt haben, eine Prophezeiung, die Johannes Paul II. auf sich bezog.
Das Heilige Jahr 2000 war zugleich das Jahr des 80. Geburtstags Johannes Pauls II. Zu diesem Anlass am 18. Mai 2000 widmete der Literaturnobelpreisträger Czesław Miłosz dem Papst eine Ode.
In der Vergebungsbitte Mea culpa von Johannes Paul II. im Heiligen Jahr 2000 sprach der damalige Präfekt der Kongregation für die Glaubenslehre, Joseph Kardinal Ratzinger, die Worte, „dass auch Menschen der Kirche im Namen des Glaubens und der Moral in ihrem notwendigen Einsatz zum Schutz der Wahrheit mitunter auf Methoden zurückgegriffen haben, die dem Evangelium nicht entsprechen“. Dies wird in Kommentaren als eine Entschuldigung der Kirche für die Hexenverfolgungen gedeutet.

#### Krankheit und Tod

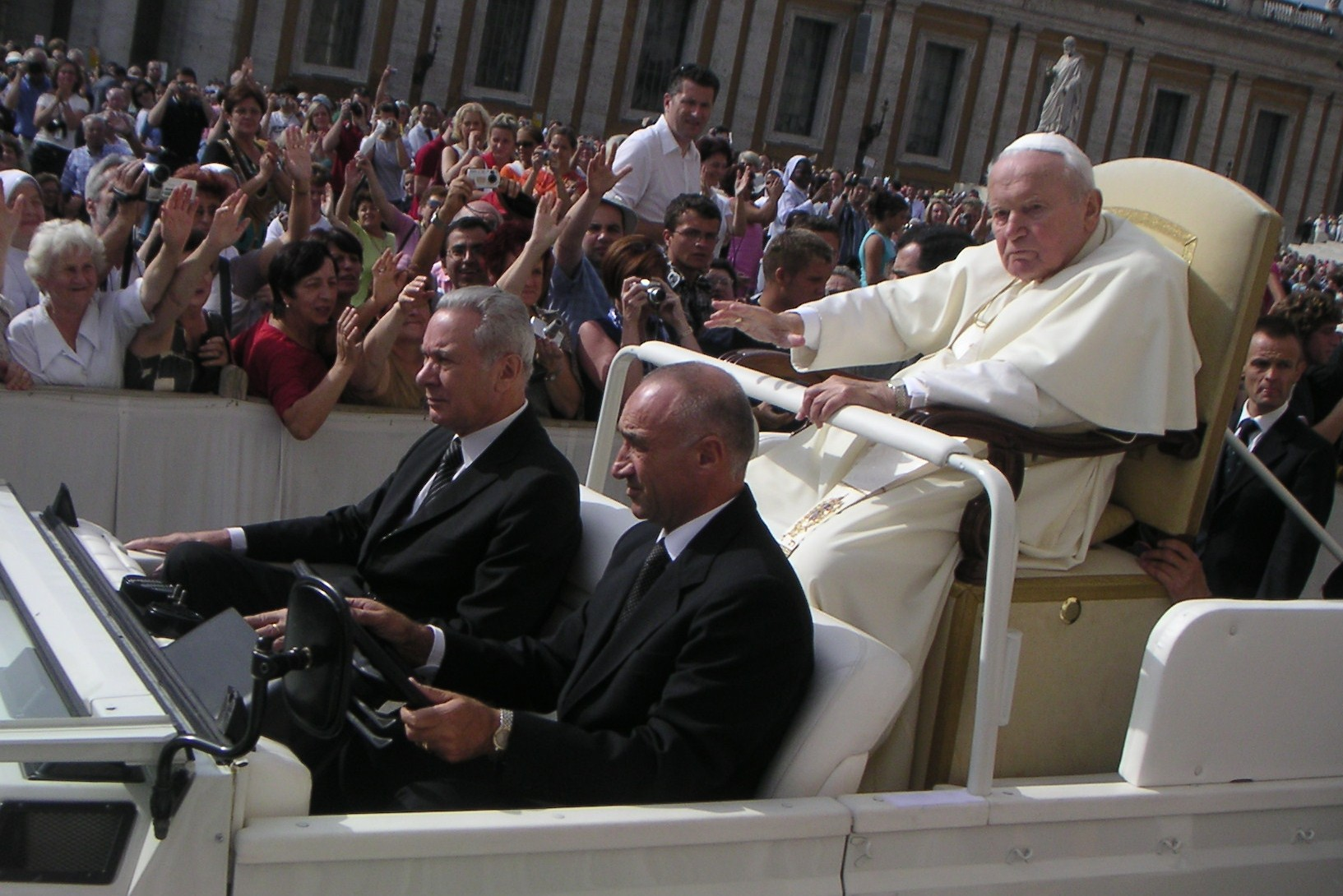
Der kränkliche Papst Johannes Paul II. am 22. September 2004

Bereits in den 1990er-Jahren musste sich Johannes Paul II. mehreren Operationen unterziehen. Am 15. Juli 1992 wurde ihm ein gutartiger Tumor aus dem Dickdarm entfernt. Am 29. April 1994 brach er sich bei einem Sturz im Badezimmer den Oberschenkel und musste sich daraufhin ein künstliches Hüftgelenk einsetzen lassen.
In seinen letzten Lebensjahren war Johannes Paul II. in seiner Amtsführung zunehmend durch die Parkinson-Krankheit mit Lähmungserscheinungen und Schwierigkeiten beim Sprechen beeinträchtigt. Er litt zudem an den Folgen des Attentats von 1981 und an einer schweren Arthritis im rechten Knie als Folge der Hüftoperation. Der mehrfachen Anregung zum Rücktritt entgegnete er, er lege die Dauer seiner Amtszeit in Gottes Hände.
Anfang 2005 verschlechterte sich der Gesundheitszustand des 84-Jährigen dramatisch. Am 1. Februar 2005 wurde er mit einer Kehlkopfentzündung und Atemnot in die Gemelli-Klinik in Rom gebracht. Nach seiner Entlassung am 10. Februar musste er am 24. Februar abermals eingeliefert und ein Luftröhrenschnitt vorgenommen werden. Am 13. März 2005 kehrte Johannes Paul II. in den Vatikan zurück. Er zeigte sich am 20. und 23. März am Fenster seines Arbeitszimmers den Gläubigen auf dem Petersplatz und spendete von dort am Ostersonntag (27. März) stumm den Segen Urbi et orbi. Am 30. März 2005 ließ sich der Papst dort zum letzten Mal sehen. Er wurde bereits durch eine ständige Sonde in der Nase künstlich ernährt.
Am folgenden Tag fieberte er und empfing die Krankensalbung. Am 1. April besuchte ihn seine langjährige Freundin Anna-Teresa Tymieniecka am Krankenbett. Am 2. April 2005 gegen 15:30 Uhr sprach er mit sehr schwacher und gebrochener Stimme auf Polnisch seine letzten Worte: „Lasst mich ins Haus des Vaters gehen!“ Kurz vor 19 Uhr fiel er ins Koma. Ab 20 Uhr zelebrierte Stanisław Dziwisz unter Mitwirkung von Kardinal Marian Jaworski, Stanisław Ryłko und Mieczysław Mokrzycki eine heilige Messe am Fußende des Krankenbetts. „Um 21:37 Uhr entschlief Johannes Paul II. im Herrn“, heißt es in dem Bericht über die letzten Tage des Papstes, der den Besuch der Freundin verschwieg. Den Bericht veröffentlichte der Vatikan am 19. September 2005 als Supplementum zu seinem Amtsblatt, den Acta Apostolicae Sedis – Commentarium Officiale, vom 17. April 2005.

#### Kardinalskreierungen
Papst Johannes Paul II. nahm die meisten Kardinalskreierungen der Geschichte vor. Während seines fast 27-jährigen Pontifikates ernannte er 231 Kardinäle, von denen beim Konklave 2013 noch 121 am Leben waren. Von den 50, die die Altersgrenze von 80 Jahren noch nicht überschritten hatten, nahmen 48 an diesem Konklave teil.

## Standpunkte und Wirken

### Morallehre

#### Sexualmoral

##### Theologie des Leibes
Papst Johannes Paul II. predigte in den ersten fünf Jahren in 129 Mittwochskatechesen seine Theologie des Leibes. In seinen Ausführungen sprach er von der Heiligkeit des ehelichen Eins-werdens und den darin vorhandenen erotischen Elementen. Seine Überlegungen dazu hatte er 1960 im Buch „Liebe und Verantwortung“ veröffentlicht, nachdem er mit Mitgliedern seiner Studentengruppe und befreundeten Ärzten und Psychologen gesprochen und sich beraten hatte. Die Liebe war auch für ihn ein Geschenk Gottes, jedoch war seine Hauptthese gegenüber der traditionellen Lehre (siehe Heribert Jone) revolutionär: Ein erfülltes Sexualleben gehört in einer Partnerschaft zum menschlichen Glück! Sexualität war für ihn weder unrein noch war sie zur Erfüllung ehelicher Pflichten erschaffen.
Zur Nacktheit sowie der Scham nahm er Bezug auf Gen 1,31: „Gott sah, dass alles, was er gemacht hatte, sehr gut war“. Am 2. Januar 1980 führt er beispielsweise aus:

„Die Nacktheit bezeichnet das ursprüngliche Gut der göttlichen Schau, sie bedeutet die ganze Einfachheit und Fülle jenes Blickes, durch den sich der reine Wert des Menschen als Mann und Frau kundtut, der reine Wert des Körpers und der Geschlechtlichkeit.“

In seinem Buch „Liebe und Verantwortung“. schrieb er ganz offen über den Orgasmus. Mit seiner Theologie des Leibes setzte er einen neuen Akzent: Er tritt dem menschlichen Leib von Grund auf positiv entgegen. So ist die „Theologie des Leibes“ kein Verbotskatalog, sondern die Wertschätzung für die Liebe von Mann und Frau. Der Leib und die Liebe sollen nun einen Platz im „großen Ganzen“ von Mensch, Welt und Glauben bekommen.
In „Liebe und Verantwortung“ hatte Karol Wojtyła 1960 unter anderem ausgeführt:

„Sexuelle Schamhaftigkeit kann also nicht einfach mit der Verwendung von Kleidung gleichgesetzt werden, noch Schamlosigkeit mit dem Fehlen von Kleidung und totaler oder teilweiser Nacktheit des Leibes. (S. 258) Die Nacktheit als solche ist nicht mit der Schamlosigkeit des Leibes gleichzusetzen. Die Unschamhaftigkeit ist nur dann präsent, wenn die Nacktheit eine negative Rolle im Hinblick auf den Wert der Person spielt, wenn es ihr Ziel ist, das Begehren des Fleisches zu wecken, als dessen Resultat die Person in die Position eines Objekts des Gebrauchs gebracht wird. (S. 280) Der menschliche Leib ist nicht in sich selbst schamlos, noch sind es aus denselben Gründen die sinnlichen Reaktionen und die menschliche Sinnlichkeit im Allgemeinen. Die Schamlosigkeit ist (so wie das Schamgefühl und die Schamhaftigkeit) eine Funktion des Inneren einer Person und insbesondere des Willens, der allzu leicht die sinnliche Reaktion akzeptiert und eine andere Person – wegen des ‚Leibes und des Geschlechts‘ der Person – auf die Rolle eines Objekts des Gebrauchs reduziert. (S. 281)“

Von 135 vorbereiteten Katechesen hat der Papst 129 tatsächlich vorgetragen. Vor seiner Papstwahl trug die Theologie des Leibes den Titel Als Mann und Frau schuf er sie. In seine Antrittsenzyklika Redemptor hominis ist die Theologie des Leibes eingeflossen. Eine authentische Fassung der päpstlichen Katechesen über die Theologie des Leibes hat das Institut Johannes Paul II. herausgegeben. Deutsche Übersetzungen der Katechesen erschienen zeitnah im Osservatore Romano.

###### Rezeption
In den Vereinigten Staaten waren diese Mittwochsansprachen eines der vorrangigen Themen in den kirchlichen Medien, da sie ein Ereignis von großer Tragweite für die Katholiken der Welt darstellten. Die Theologie des Leibes wurde in den katholischen Diözesen der Vereinigten Staaten in den Lehrplan des Ehevorbereitungskurses aufgenommen. In Deutschland hat die Theologie des Leibes als Ereignis keine Beachtung gefunden. Die Ansprachen zur Theologie des Leibes wurden nicht in die Acta Apostolicae Sedis aufgenommen.

„Die Theologie des Leibes ist mit Sicherheit eines der größten Geschenke, die Johannes Paul II. der Kirche und der Menschheit gemacht hat. Durch sie können wir das reiche Erbe der biblischen Anthropologie und der großen christlichen Überlieferung neu entdecken, engstirnige und zweifelhafte Auffassungen überwinden und zu einer der gelebten Erfahrung entsprechenden Sichtweise gelangen.“

Nach Michael Waldstein sind die polnischen Manuskripte und nicht wie zuvor angenommen der italienische Text der „Mittwochskatechesen“ des Papstes als Originalfassung seiner Abhandlungen über die theologische Bedeutung der Sexualität des Menschen anzusehen.

##### Empfängnisverhütung
Er hielt an der kirchlichen Lehre fest, nach der künstliche Empfängnisverhütung den Katholiken nicht erlaubt ist. Schon vor seiner Amtszeit als Papst hatte er maßgeblich an der Enzyklika Humanae vitae (1968) Pauls VI. mitgewirkt, in der die katholische Ehelehre dargestellt und u. a. die Antibabypille als Verhütungsmittel abgelehnt wird.
In der Enzyklika Evangelium vitae (1995) lehnte Johannes Paul II. andere Eingriffe in die menschliche Fortpflanzungsfähigkeit, wie etwa die Sterilisation, ab und vertrat die Auffassung, dass die Verwendung von Kondomen zur Vorbeugung von sexuell übertragbaren Krankheiten nicht erlaubt sei. Stattdessen empfahl er die sexuelle Enthaltsamkeit. Wegen dieser Stellungnahme sah sich Johannes Paul II. häufig der Kritik von Seiten der Vereinten Nationen sowie anderer Organisationen und Gruppierungen ausgesetzt und wurde von Kirchenkritikern (etwa Uta Ranke-Heinemann) für die Ausbreitung der Immunschwächekrankheit AIDS mitverantwortlich gemacht. Verteidiger der päpstlichen Linie halten dagegen, dass die HIV-Infektionsraten in nicht überwiegend katholischen Ländern am höchsten sind und die Ausbreitung von AIDS in Afrika vor allem an der mangelhaften gesundheitlichen Aufklärung liegt.
Udo Jürgens hat diese Thematik 1988 angesichts der Überbevölkerung in Verbindung mit einem Bibelzitat in seinem Song Gehet hin und vermehret Euch kritisch aufgegriffen.

##### Homosexualität
Homosexuellen empfahl Johannes Paul sexuelle Enthaltsamkeit. Von römisch-katholischen Politikern erwartete er die Ablehnung einer rechtlichen Anerkennung homosexueller Partnerschaften, unabhängig davon, ob sie in Form einer Ausweitung des Ehebegriffs auf gleichgeschlechtliche Partnerschaften erfolge oder durch Einführung des Rechtsinstituts einer eingetragenen Partnerschaft. Der Präfekt der Glaubenskongregation Kardinal Ratzinger, der spätere Papst Benedikt XVI., veröffentlichte im Sommer 2003 eine entsprechende Erklärung, die von Johannes Paul II. gebilligt wurde. Einige deutsche Politiker, unter ihnen der damalige FDP-Vorsitzende Guido Westerwelle und Olaf Scholz als SPD-Generalsekretär, kritisierten die Position des Papstes.

#### Abtreibung
Schon in den 1990er Jahren hatte sich Johannes Paul II. mit Nachdruck gegen eine Änderung der Gesetze in seinem Heimatland Polen ausgesprochen: Abtreibung sei Mord.
Unter Berufung auf sein Jurisdiktionsprimat veranlasste der Papst die deutschen Bischöfe im Herbst 1999, bei Schwangerschaftskonfliktberatungen durch kirchliche Träger das Ausstellen einer Beratungsbescheinigung zu verbieten, da sie in Deutschland Voraussetzung für einen straffreien Schwangerschaftsabbruch bis zum dritten Schwangerschaftsmonat sei. Beratungsstellen in kirchlicher Trägerschaft verloren damit ihre staatliche Anerkennung. Die Mehrheit der deutschen Bischöfe wollte die katholische Schwangerenberatung innerhalb des staatlichen Systems nicht aufgeben und hatte seit 1995 vergeblich versucht, ihren Argumenten beim Papst Gehör zu verschaffen. Schon im Januar 1998 hatte Johannes Paul II. in einem Schreiben an die Deutsche Bischofskonferenz den Ausstieg der Bischöfe aus der Schwangerschaftskonfliktberatung gefordert. Die Bischöfe vertraten die Meinung, die katholische Schwangerenberatung sei ein wichtiger Beitrag zum Schutz von ungeborenem Leben. Nach dem Ausstieg der katholischen Kirche aus dem staatlichen System kam es zur Gründung des Vereins donum vitae. Er bietet anstelle der bisherigen kirchlichen Träger eine „katholisch geprägte Schwangerenberatung“ innerhalb des staatlichen Systems an.
In seinem Buch Erinnerung und Identität – Gespräche an der Schwelle zwischen den Jahrtausenden (2005) rief Johannes Paul II. dazu auf, Gesetze zum Thema Abtreibung zu hinterfragen. Parlamente, die den Frauen durch Gesetz Schwangerschaftsabbrüche ermöglichten, sollten sich bewusst sein, dass sie damit ihre Befugnisse überschritten und in offenen Konflikt mit dem Gesetz Gottes und dem Naturrecht gerieten.

#### Sozialethik
Neben seiner Kritik am Kommunismus und Sozialismus war Johannes Paul II. ein scharfer Kritiker des neoliberalen Kapitalismus. Er nahm energisch Partei für die Rechte der Armen und der Arbeitenden und griff Ausbeutung und Verletzung von Menschenrechten an, beispielsweise in seinen Enzykliken Laborem exercens (1981) und Sollicitudo rei socialis (1987). Die Enzyklika Centesimus annus von 1991, veröffentlicht aus Anlass des 100. Jahrestags der ersten päpstlichen Sozialenzyklika Rerum Novarum, akzeptiert die soziale Marktwirtschaft mit größerer Deutlichkeit als frühere Dokumente. Im Kompendium der Soziallehre der Kirche, vom Vatikan 2004 herausgegeben (deutsche Übersetzung 2006), werden die Grundzüge der katholischen Soziallehre in knapper Form zusammengefasst. Nach Johannes Paul II. ist die Sozialordnung aber nur Teilaspekt einer „Zivilisation der Liebe“, die er, anknüpfend an eine Formulierung Papst Pauls VI. von 1975, insbesondere der Jugend als Programm empfiehlt.
Johannes Paul II. war der erste Papst, der sich offen gegen die Mafia stellte. Während einer Eucharistiefeier im „Tal der Tempel“ in Agrigent auf Sizilien am 9. Mai 1993 trat er mit deutlichen Worten gegen die Mafia ein.

#### Ökologie
Für Johannes Paul II. hatte die fortschreitende Umweltzerstörung eine moralische Komponente. Sie sei eine Konsequenz der aus der Balance geratenen Beziehung zwischen Mensch und Schöpfung. Nur durch die Rückbesinnung auf christliche Werte sei die ökologische Katastrophe zu verhindern. Ursachen der ökologischen Probleme waren für ihn nicht nur politische Hindernisse wie Formen von übertriebenem Nationalismus und ökonomische Interessen, sondern insbesondere die mangelnde Solidarität der Menschen. Johannes Paul II. forderte immer wieder, Verantwortung für sich, für andere und für die Erde zu übernehmen. Er betonte deshalb die „ökologische Berufung“ aller Christen, die eine Umkehr zu ökologisch tragfähigen Lebensstilen und globaler Solidarität als ein unverzichtbares Glaubens- und Lebenszeugnis in der modernen Gesellschaft propagiere. Sie sei Ausdruck der Ehrfurcht vor dem Schöpfer und zugleich der Verantwortung für künftige Generationen.

### Interreligiöser Dialog

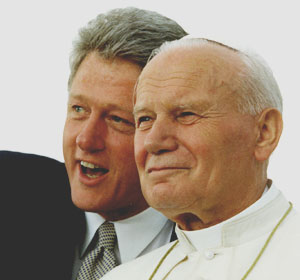
Johannes Paul II. mit Bill Clinton beim Weltjugendtag in Denver (1993)

Johannes Paul II. setzte sich stärker als seine Vorgänger für den interreligiösen Dialog ein, insbesondere für den Dialog mit dem Judentum, dessen Vertreter er als die „älteren Geschwister der Christen“ bezeichnete, und dem Islam. Sichtbaren Ausdruck fanden diese Bemühungen in den beiden von ihm organisierten Weltgebetstreffen der Religionen 1986 und 2002 in Assisi. Während der von ihm ins Leben gerufenen Weltjugendtage betonte Johannes Paul II. den Dialog zwischen den Kulturen und Religionen. Am 13. April 1986 besuchte Johannes Paul II. die große Synagoge von Rom und betrat damit als erster Papst überhaupt eine Synagoge, am 6. Mai 2001 mit der Umayyaden-Moschee in Damaskus als erster Papst eine Moschee.
Am 16. März 1998 veröffentlichte die Vatikanische Kommission für die religiösen Beziehungen zu den Juden das Dokument Nachdenken über die Shoa und beklagte die Mitschuld von Christen am Holocaust. Das päpstliche mea culpa am 12. März 2000 wurde als historischer Akt bezeichnet. Johannes Paul II. hatte darin kirchliche Verfehlungen im Zusammenhang von Glaubenskriegen, Judenverfolgungen und Inquisition eingestanden. Auf seiner Pilgerreise nach Israel, Jordanien und in die Palästinensergebiete im Jahr 2000 betete der Papst an der Klagemauer, dem bedeutendsten jüdischen Heiligtum, und besuchte die Holocaust-Gedenkstätte Yad Vashem. Bereits früher, am 30. Dezember 1993, konnte in Jerusalem der Grundlagenvertrag des Vatikans mit Israel über die Aufnahme diplomatischer Beziehungen unterzeichnet werden.
Eine Freundschaft hat Papst Johannes Paul II. mit dem XIV. Dalai Lama verbunden. Der Dalai Lama war oftmals im Vatikan zu Gast und gilt als persönlicher Freund des Papstes.

### Ökumene
Ein besonderes Anliegen des Papstes war die Ökumene. Bei seinem ersten Deutschlandbesuch 1980 wurde eine katholisch-lutherische Kommission eingesetzt, deren Arbeit in die 1999 von der römisch-katholischen Kirche und dem Lutherischen Weltbund in Augsburg unterzeichnete gemeinsame Erklärung zur Rechtfertigungslehre mündete. Johannes Paul II. war der erste Papst, der eine lutherische Kirche besuchte. Am 11. Dezember 1983 kam er auf Einladung der evangelisch-lutherischen Gemeinde in die evangelische Christuskirche in Rom und dankte für die Solidarität aller Christen des Advents. Er bekräftigte dabei, dass wegen der unterschiedlichen Auffassungen über die Natur der Eucharistie bzw. des Abendmahls eine Interkommunion zurzeit nicht möglich sei. Er verbot daher im am 17. April 2003 veröffentlichten Dokument Ecclesia de eucharistia die Teilnahme von katholischen Priestern an protestantischen Abendmahlsfeiern und die Einladung von evangelischen Christen zur heiligen Kommunion. Dies führte bei katholischen Gruppierungen zu heftiger Kritik. Auch Vertreter anderer Konfessionen bedauerten die Aussagen des Schreibens.
Die von der Kongregation für die Glaubenslehre verfasste und von Johannes Paul II. im August 2000 bestätigte Erklärung Dominus Iesus wurde im konfessionell gemischten Deutschland kritisiert. In Dominus Iesus wurden einige Konfessionen als „kirchliche Gemeinschaften“ bezeichnet, die „in einer gewissen, wenn auch nicht vollkommenen Gemeinschaft mit der Kirche“ stünden. Von der evangelischen Kirchen wurde allerdings eingeräumt, dass die Erklärung Dominus Iesus inhaltlich keine neue Position darstellte.
Zu den orthodoxen Kirchen kam es im Pontifikat Johannes Pauls II. zu Annäherungen: die Bemühungen des Papstes, nach Moskau zu reisen, um dort den wichtigsten Vertreter der Orthodoxie – den russischen Patriarchen Alexej II. – zu treffen, scheiterten an dessen Ablehnung. Patriarch Alexej warf der katholischen Kirche vor, in orthodoxen Glaubensregionen zu missionieren.
Die noch unter Paul VI. begonnenen Gespräche über eine gegenseitige Zulassung von Katholiken und Altkatholiken zu Eucharistie, Buße und Krankensalbung, vergleichbar mit den Regelungen des Ostkirchendekrets Orientalium Ecclesiarum Nr. 27 und 28, wurden nach dem Amtsantritt Johannes Pauls II. nicht mehr fortgesetzt. Im Jahr 2000 begann man nach einer Begegnung in Rom mit den Vorbereitungen für eine bilaterale Kommission. Die Internationale Römisch-Katholisch – Altkatholische Dialogkommission (IRAD) konstituierte sich daraufhin im Jahr 2004.

### Innerkirchliche Angelegenheiten
Johannes Paul II. galt in innerkirchlichen Angelegenheiten als konservativ. Kritiker warfen ihm vor, er habe missliebige Theologen, Priester, Ordensleute und Bischöfe „inquisitorisch verfolgen lassen“, beispielsweise Tissa Balasuriya (Sri Lanka), Leonardo Boff (Brasilien), György Bulányi (Ungarn), Edward Schillebeeckx (Belgien), Bischof Jacques Gaillot (1995 als Bischof von Évreux abgesetzt und zum Titularbischof von Partenia ernannt) und Erzbischof Raymond Hunthausen (Vereinigte Staaten; 1991 in den Ruhestand versetzt). Den seit 1973 erfolgten Versuchen der kongolesischen Bischöfe zur Inkulturation von einheimischen Elementen in die Liturgie stand er hingegen offen gegenüber und promulgierte 1988 den Zairischen Messritus.
Aus Anlass des UNO-Jahres der Jugend verkündete Johannes Paul II. 1985 die Einrichtung des Weltjugendtags, der im darauffolgenden Jahr erstmals stattfand und dann zu einem regelmäßig wiederkehrenden Ereignis wurde. Johannes Paul II. ließ am 17. Mai 1993 den ersten Weltkatechismus seit 1566 herausgeben, in dem Glaubenslehre und Moral behandelt werden.
Als Meilenstein im Verhältnis der katholischen Kirche zur neuzeitlichen Wissenschaft gilt die öffentliche Rehabilitation von Galileo Galilei am 2. November 1992. Sie wurde von dem Bericht der Päpstlichen Akademie der Wissenschaften vorbereitet, die – von Johannes Paul II. 1979 beauftragt – ihre Untersuchungsergebnisse am 31. Oktober 1992 an den Papst übergab.

#### Heilig- und Seligsprechungen
Johannes Paul II. hat in seiner Amtszeit 1338 Seligsprechungen und 482 Heiligsprechungen vorgenommen. Die Zahl aller von seinen Vorgängern in den letzten 400 Jahren insgesamt heiliggesprochenen Personen ist nur etwa halb so hoch. 1983 hatte Johannes Paul II. den traditionellen Zeitraum zwischen Tod und Eröffnung des Heiligsprechungsverfahrens von 50 auf 5 Jahre herabgesetzt. Bei der Heiligsprechung der polnischen Ordensschwester Maria Faustyna Kowalska – sie gilt als „Apostelin der Barmherzigkeit Gottes“ – am Weißen Sonntag des Heiligen Jahres 2000 erklärte Johannes Paul II. den Weißen Sonntag zum „Sonntag der göttlichen Barmherzigkeit“. Die von ihm heiliggesprochene italienische Kinderärztin Gianna Beretta Molla gilt als Vorbild der Abtreibungsgegner. Auf Kritik, auch innerhalb der Kirche, stieß u. a. die Selig- und Heiligsprechung des Opus-Dei-Gründers Josemaría Escrivá. An der Seligsprechung von Edith Stein, die „ein Opfer zwei Jahrtausende alter katholischer antijudaistischer Demagogik“ gewesen sei, kritisiert die Theologin Uta Ranke-Heinemann, Wojtyła habe damit „die Juden ins Gesicht“ geschlagen. Wie seit Paul VI. üblich, stand Johannes Paul II. auch den Seligsprechungsfeiern persönlich vor. Sein Nachfolger Benedikt XVI. überließ diese Aufgabe wieder dem Präfekten der Kongregation für die Selig- und Heiligsprechungen.

#### Bischofsernennungen
Anlässlich von Bischofsernennungen kam es immer wieder zu Konflikten zwischen einem Teil der Gläubigen und der Kirche. Zu nennen sind beispielsweise die Ernennung von Wolfgang Haas in Chur und später in Liechtenstein, von Kurt Krenn in St. Pölten und Hans Hermann Groër in Wien. Als Johannes Paul II. 1988 gegen den Widerstand des Domkapitels Joachim Meisner zum Erzbischof von Köln ernannte, protestierten mehr als 220 deutschsprachige katholische Hochschullehrer (700 weltweit) öffentlich mit der Kölner Erklärung gegen den „römischen Zentralismus“ im Hinblick auf Bischofsernennungen, die Vergabe von Unbedenklichkeitserklärungen („Römisches Nihil obstat“) bei der Berufung von Theologieprofessoren und die Ausübung des päpstlichen Lehramts.

#### Frauenordination
Als einziges Sakrament der katholischen Kirche empfängt das Weihesakrament „gültig nur ein getaufter Mann“ (CIC can. 1024). Johannes Paul II. unterstrich dies bei einem Besuch in den Vereinigten Staaten 1983, als er den amerikanischen Bischöfen, die einen Hirtenbrief zu dem Thema verfassten, erklärte, was er erwarte. Personen oder Gruppen, die die Zulassung der Frau zum Priesteramt forderten, schadeten durch ihr Tun in Wirklichkeit der Würde der Frau.
Kritiker fordern dagegen bereits seit dem II. Vatikanum den gleichberechtigten Zugang von Frauen zum Weiheamt. Johannes Paul II. bekräftigte 1994 die Lehre der Kirche in seinem Schreiben Ordinatio sacerdotalis, in dem er erklärte, dass die katholische Kirche keinerlei Vollmacht besitze, Frauen zu Priestern zu weihen, und sich alle Gläubigen endgültig an diese Entscheidung zu halten hätten.
Die päpstlicherseits behauptete Unverfügbarkeit des Ausschlusses von Frauen von der Ordination zum Priesteramt wird zunehmend abgelehnt. Nicht nur Theologen und Laienbewegungen akzeptieren das päpstliche Verdikt nicht, sondern auch die große Mehrheit der kirchlichen Amtsträger in Deutschland, wie die Debatte zur Frauenordination und die Beschlüsse des Synodalen Weges zeigen.
Besonders deutlich fällt die Kritik von Wissenschaftlern, insbesondere von Theologen aus. Der ehemalige Rektor der Philosophisch-Theologischen Hochschule Sankt Georgen, der Jesuit Ansgar Wucherpfennig, meinte, „dass es aus theologischer Sicht sinnvoll ist, dieses Verdikt aufzugeben, das Tabu in der Diskussion ist ohnehin schon gefallen“.
Von diesem Verbot nicht betroffen ist die Diskussion über die Zulassung von Frauen zum Diakonat.

### Weltpolitik

#### Wende in Polen
Johannes Paul II. wird ein großer Einfluss auf die Demokratisierung seines Heimatlandes Polen zugeschrieben. Mit seinen philosophischen Werken und insbesondere in „Person und Tat“ (1969) hat er wichtige Denkanstöße zur Konsolidierung der polnischen Dissidentenbewegung gesetzt. Im stark katholisch geprägten Polen (95 % der Polen sind römisch-katholisch, davon sind ca. 70 % praktizierend) besaß seine Meinung sehr hohes moralisches Gewicht. Entsprechend stärkte er mit seiner offenen Parteinahme für die antikommunistische Gewerkschaft Solidarność die Opposition. Ihr ehemaliger Anführer Lech Wałęsa sagte an den Feierlichkeiten zum 25-jährigen Jubiläum der Organisation, Johannes Paul II. habe seinerzeit mit der Aufforderung an die Polen, alle Angst zu vergessen, das Land aufgeweckt.
Schon die Wahl zum Papst sorgte für Ermutigungswellen in Polen und Beunruhigung beim Kreml.
Von Bedeutung waren insbesondere die Polenbesuche des Papstes. Die erste Reise 1979, bei welcher rund ein Viertel der polnischen Bevölkerung den Papst sah, wurde faktisch zu einer politischen Kundgebung. Am 15. Januar 1981 empfing Johannes Paul II. eine von Lech Wałęsa angeführte Delegation der Solidarność im Vatikan zu einer Audienz. Auf der zweiten Polenreise 1983, welche während des Kriegsrechts stattfand, forderte Johannes Paul II. von der Staatsspitze die rasche Umsetzung der Sozialreformen und traf wiederum Lech Wałęsa, obwohl dieser faktisch unter Hausarrest stand und Solidarność inzwischen verboten war. Bei seiner dritten Polenreise 1987 erteilte der Papst Lech Wałęsa und seiner Familie die Kommunion. Vom Staats- und Parteichef Wojciech Jaruzelski verlangte er bei diesem Besuch die Einhaltung der Menschenrechte und kritisierte in einer Rede das Verbot der Solidarność. Durch die Beziehungen Johannes Pauls II. sollen Unterstützungsgelder der CIA über den Vatikan an die Solidarność geflossen sein. Es ist bekannt, dass am 30. November 1981 Vernon Walters, der Vicechef der CIA, der zu den engsten Vertrauten von US-Präsident Ronald Reagan gehörte, beim Papst war und ihn über die neuesten geheimdienstlichen Erkenntnisse über die Vorgänge auf der Leninwerft in Danzig informierte. Es folgten noch zahlreiche weitere Besuche von Walters im Vatikan. Am 7. Juni 1982 besuchte Reagan selbst den Papst in Rom. Später sagte Reagan, dass er „den Papst zum Verbündeten machen“ wollte, was ihm zumindest teilweise auch gelungen ist.
Johannes Paul II. betrieb in Polen eine zweigleisige Politik. Einerseits unterstützte er die Solidarność, wenn auch meist eher verdeckt. Andererseits rief er sie aber auch zur Mäßigung auf und suchte die Versöhnung mit dem Militär. Damit erreichte Johannes Paul II., dass wenige Wochen nach seiner zweiten Polenreise das Kriegsrecht durch General Jaruselski aufgehoben wurde. Jaruselski hatte 1963 auch intensiv mitgeholfen, dass Wojtyla zum Bischof von Krakau ernannt wurde. Sechs andere Kandidaten waren vorher von der Staatsmacht abgelehnt worden. Es bestand damals eine Vereinbarung, wonach die Ernennung durch den Papst ohne staatliche Zustimmung nicht möglich war. Jaruselski schätzte Wojtyla damals als dialogbereit und umgänglich ein.
Die Stadt Berlin schenkte Johannes Paul II. zum Dank für seinen Beitrag zum Fall des Eisernen Vorhangs ein Stück der Berliner Mauer, das heute in den Vatikanischen Gärten ausgestellt ist. Michail Gorbatschow schrieb in seinen Memoiren, die Geschehnisse in Osteuropa wären ohne Johannes Paul II. nicht möglich gewesen.
Nach der Wende unterstützte Johannes Paul II. den EU-Beitritt seines Heimatlandes und sah darin die Hoffnung auf eine „Neuevangelisierung Europas“ von Polen aus.

#### Mittel- und Südamerika
Für Kritik sorgte der Papstbesuch 1987 in Chile, bei dem Johannes Paul II. General Augusto Pinochet traf, der für zahlreiche Menschenrechtsverletzungen in seinem Land verantwortlich war, darunter zahlreiche Fälle schwerer Folter und des Verschwindenlassens von Menschen.
Johannes Paul II. zeigte wenig Verständnis für die Anliegen der insbesondere in Mittel- und Südamerika beheimateten Befreiungstheologie. Einer ihrer Vertreter, Óscar Romero, kehrte enttäuscht von einer Papstaudienz zurück und kommentierte seine Begegnung mit den Worten: „Der Papst versteht mich nicht!“ Der Papst hatte die Befreiungstheologie nicht nur aufgrund seiner Erfahrungen im kommunistischen Polen wegen ihres Bündnisses mit marxistischen Strömungen abgelehnt. Er begründete seine Ablehnung auch mit schwerwiegenden theologischen Bedenken gegen ein auf das Diesseits reduziertes Verständnis von Befreiung und gegen deren gewaltsame Durchsetzung im Sinne des Klassenkampfes.
Im Grenzkonflikt zwischen Chile und Argentinien am Beagle-Kanal 1978 vermittelte Johannes Paul II. erfolgreich. Ausführlicher hierzu: Beagle-Konflikt und Päpstliche Vermittlung im Beagle-Konflikt.
Papst Johannes Paul II. setzte sich sehr für die Kirche in Lateinamerika ein. Luigi Accattoli meint dazu in der Biografie: „Johannes Paul verlegte den Schwerpunkt der Kirche […] in den Süden der Welt.“

#### Engagement gegen Krieg
Johannes Paul II. nahm mit großem Engagement öffentlich gegen Krieg Stellung. Im Jahr 1999 sprach er sich etwa gegen den Kosovokrieg aus. Wiederholt äußerte er seine Ablehnung des Dritten Golfkriegs; beispielsweise kritisierte er die Irak-Politik der Vereinigten Staaten bei der Audienz von George W. Bush im Juni 2004. Schon im Dezember 2002 versagte Johannes Paul II. Bush einen Segen für einen Feldzug in den Irak, nachdem er kurz zuvor vor einer „schier endlosen Kette von Gewalttaten und Racheakten“ im Nahen Osten gewarnt hatte.

## Ehrungen und Auszeichnungen
Das US-Magazin Time kürte Johannes Paul II. 1994 zum Mann des Jahres. Im Jahr 2003 war Johannes Paul II. für den Friedensnobelpreis nominiert. Am 24. März 2004 wurde ihm in Rom der außerordentliche Karlspreis der Stadt Aachen für seinen Einsatz für Frieden, Freiheit und Demokratie in Europa verliehen. 2004 erhielt er den Europäischen Friedenspreis der Stiftung für Ökologie und Demokratie in Anerkennung seines Engagements für den Weltfrieden und seines Beitrages am Zusammenbruch des Kommunismus und des Falls der deutsch-deutschen Mauer. Im Juni 2004 verlieh George W. Bush ihm die Freiheitsmedaille, die höchste zivile Auszeichnung der Vereinigten Staaten. Er war Ehrenbürger von Stettin, Warschau und Elbląg (1999).
Nach Johannes Paul II. sind zahlreiche Straßen und Plätze in seinem Heimatland Polen, aber auch außerhalb davon benannt; der Johannes-Paul-II.-Hügel in Krakau wurde ihm zu Ehren aufgeschüttet. In der Antarktis ist der Mons Ioannis Pauli II nach ihm benannt.

## Posthume Würdigung

### Beisetzung

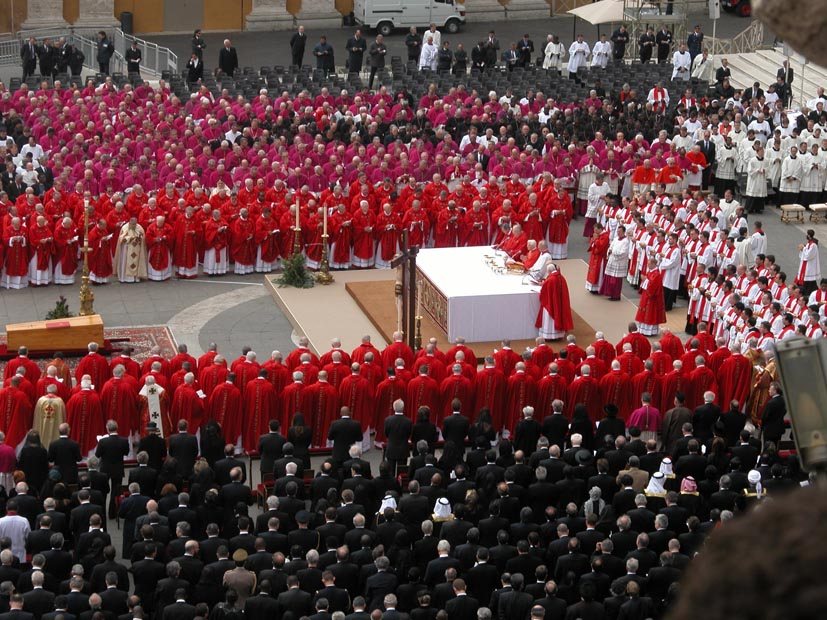
Requiem am 8. April 2005

Nach dem Tod des Papstes kam es, begleitet von einer umfangreichen Berichterstattung der Medien, zu Versammlungen in vielen größeren Metropolen und schließlich zu einer riesigen Pilgerbewegung nach Rom, wo am Abend des 4. April 2005 der Leichnam aufgebahrt wurde. Bereits während des ersten Tages erwiesen eine halbe Million Menschen dem verstorbenen Papst die letzte Ehre.
Zu den Exequien am 8. April 2005 auf dem Petersplatz kamen 3,5 Millionen Pilger nach Rom, viele davon aus Polen. 200 Staats- und Regierungschefs und hohe geistliche Vertreter verschiedener Religionen wohnten der Feier bei. Zu den Gästen zählten unter anderem der Ökumenische Patriarch von Konstantinopel Bartholomäus I., der Metropolit von Smolensk und Kaliningrad als Vertreter des Außenamtes der Russisch-Orthodoxen Kirche, der Gründer und Prior der Gemeinschaft von Taizé Frère Roger Schutz sowie der damalige Papst der Koptischen Kirche, Schenuda III.

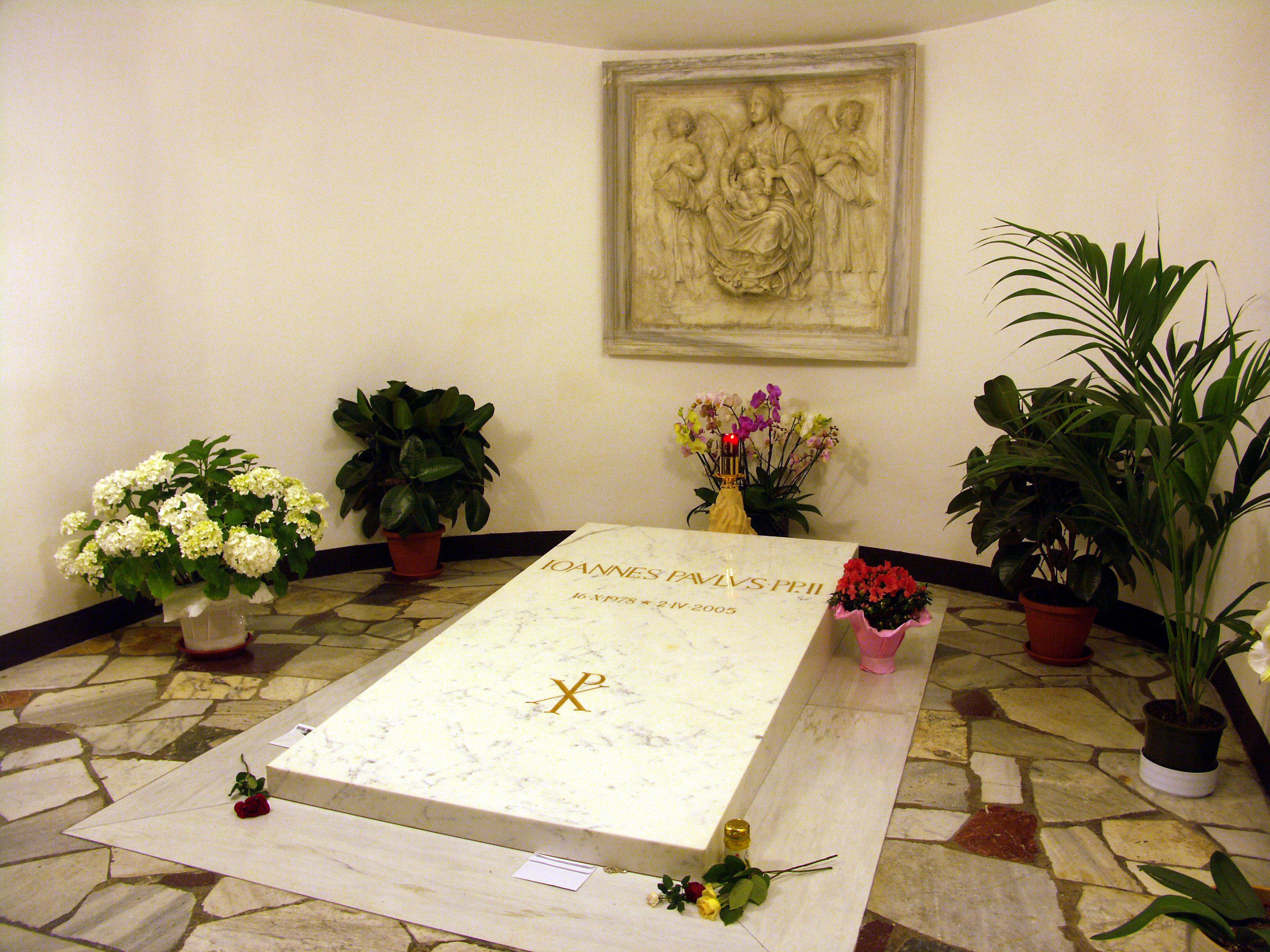
Erste Grabstätte Johannes Pauls II. in der Papstgruft des Petersdoms (2005 bis 2011)

Die Exequien auf dem Petersplatz wurden vom Dekan des Kardinalskollegiums, dem deutschen Kardinal Joseph Ratzinger zelebriert, der wenige Tage später zum Nachfolger Johannes Pauls II. gewählt wurde (Benedikt XVI.). In seiner Predigt würdigte er das Leben und das Pontifikat Karol Wojtyłas. Die Exequien und das Heraustragen des Sarges wurden von Akklamationen der Pilger begleitet. Sprechchöre und Spruchbänder zahlreicher Pilger forderten die sofortige Heiligsprechung Johannes Pauls II. Es war eine der größten kirchlichen Begräbnisfeiern in der Geschichte des Christentums.
Johannes Paul II. wurde unter Ausschluss der Öffentlichkeit in der Papstgruft des Petersdoms an der Stelle beigesetzt, die bis zu dessen Umbettung 2001 Grabstätte Johannes XXIII. gewesen war. Vor und nach dem Tod Johannes Pauls II. hatte es Gerüchte gegeben, der Papst wolle in seiner polnischen Heimat beigesetzt werden. Auch über die Überführung seines Herzens nach Polen wurde spekuliert. Die Entscheidung über die Bestattungsumstände überließ er in seinem Testament jedoch dem Kardinalskollegium, das sich für die Beisetzung in Rom entschied.

### Seligsprechungsprozess

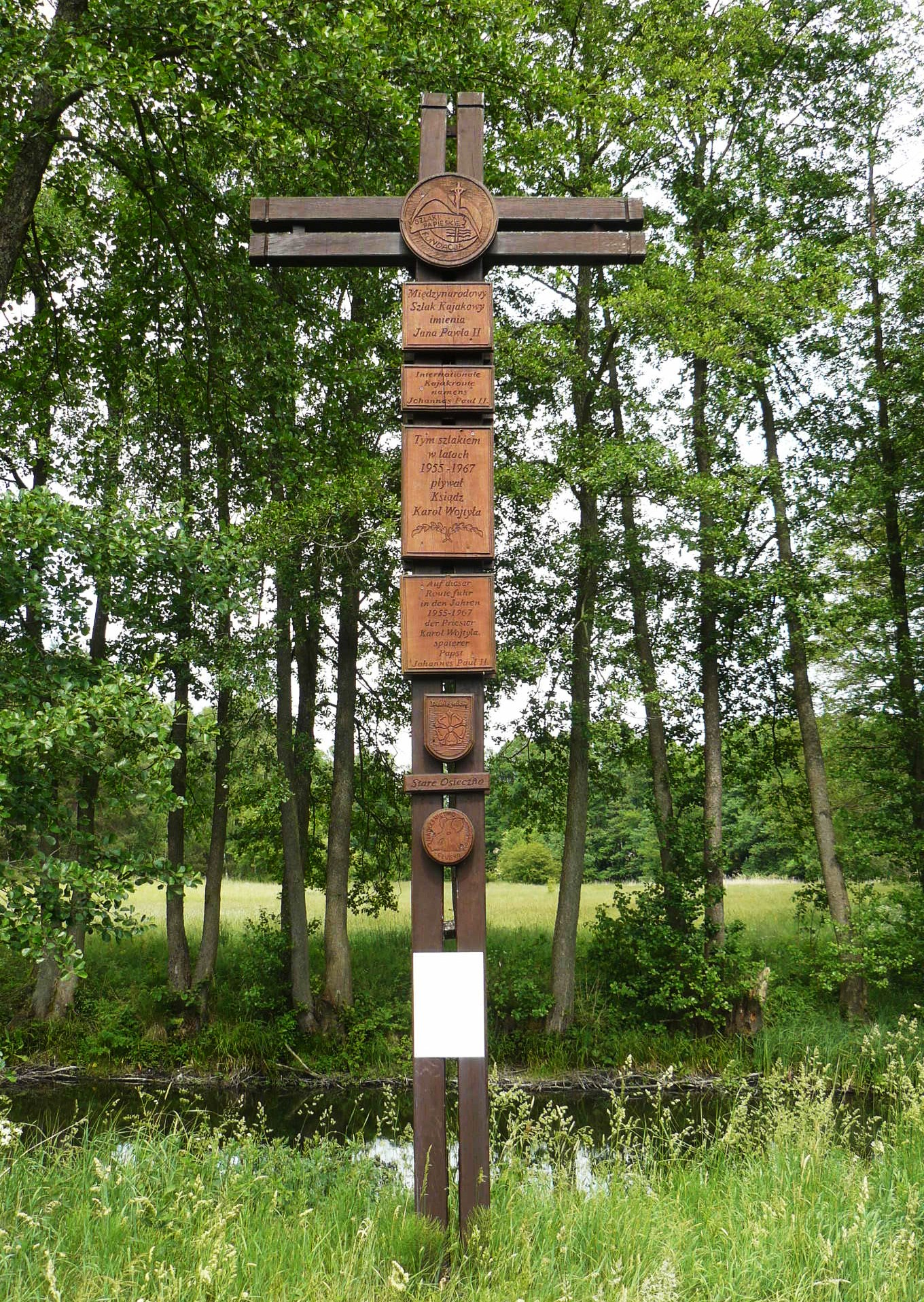
Gedenkkreuz am Ufer der Drawa, auf der Karol Józef Wojtyła zwischen 1955 und 1967 mehrfach paddelte

Wenige Wochen nach dem Tod des Papstes, am 13. Mai 2005, dem Jahrestag des Attentats von 1981, gab Papst Benedikt XVI. die Absicht bekannt, den Seligsprechungsprozess baldmöglichst einzuleiten. Er setzte für diese Entscheidung die kirchenrechtlichen Bestimmungen außer Kraft, nach denen dieser Prozess frühestens fünf Jahre nach dem Tod des Betreffenden eröffnet werden soll. So war es möglich, den Prozess bereits am 28. Juni 2005 in der Vesper zum Hochfest Petrus und Paulus in der Lateranbasilika zu eröffnen. Für die Durchführung des Seligsprechungsprozesses war die Diözese Rom verantwortlich.
Kurz vor dem ersten Todestag beendete das Krakauer Tribunal seine Untersuchungen über das Leben des Papstes bis zu seiner Wahl. Anschließend begann ein Tribunal in Rom mit der Aufarbeitung seines Pontifikats. Als das für die Seligsprechung erforderliche Wunder kam die Spontanheilung der französischen Ordensschwester Marie Simon-Pierre von der Parkinson-Krankheit in Frage.
Der auf diözesaner Ebene ablaufende Teil des Seligsprechungsprozesses wurde am 2. April 2007 in der Lateranbasilika abgeschlossen. Die dabei gesammelten Dokumente wurden von der vatikanischen Kommission ausgewertet, insbesondere wurde das angebliche Wunder auf seine Glaubwürdigkeit überprüft. Am 19. Dezember 2009 wurde ihm der Ehrentitel „Ehrwürdiger Diener Gottes“ (Venerabilis Dei servus) zuerkannt, der als Vorstufe zur Seligsprechung gilt. Hierdurch wurde sein heroischer Tugendgrad festgestellt.
Der Seligsprechungsprozess geriet 2010 ins Stocken. Die nahe und freundschaftliche Verbindung des Papstes zum nachweislich pädokriminellen Marcial Maciel, dem Ordensgründer der Legionäre Christi, wurden zum Hindernis des Verfahrens, wie Berichte der internationalen Presse darlegten. Demnach habe Papst Johannes Paul II. den Ordensmann noch gelobt und gefördert, als dessen sexuelle Übergriffe an Kindern bereits bekannt gewesen sein sollen.

### Seligsprechung und Heiligsprechung

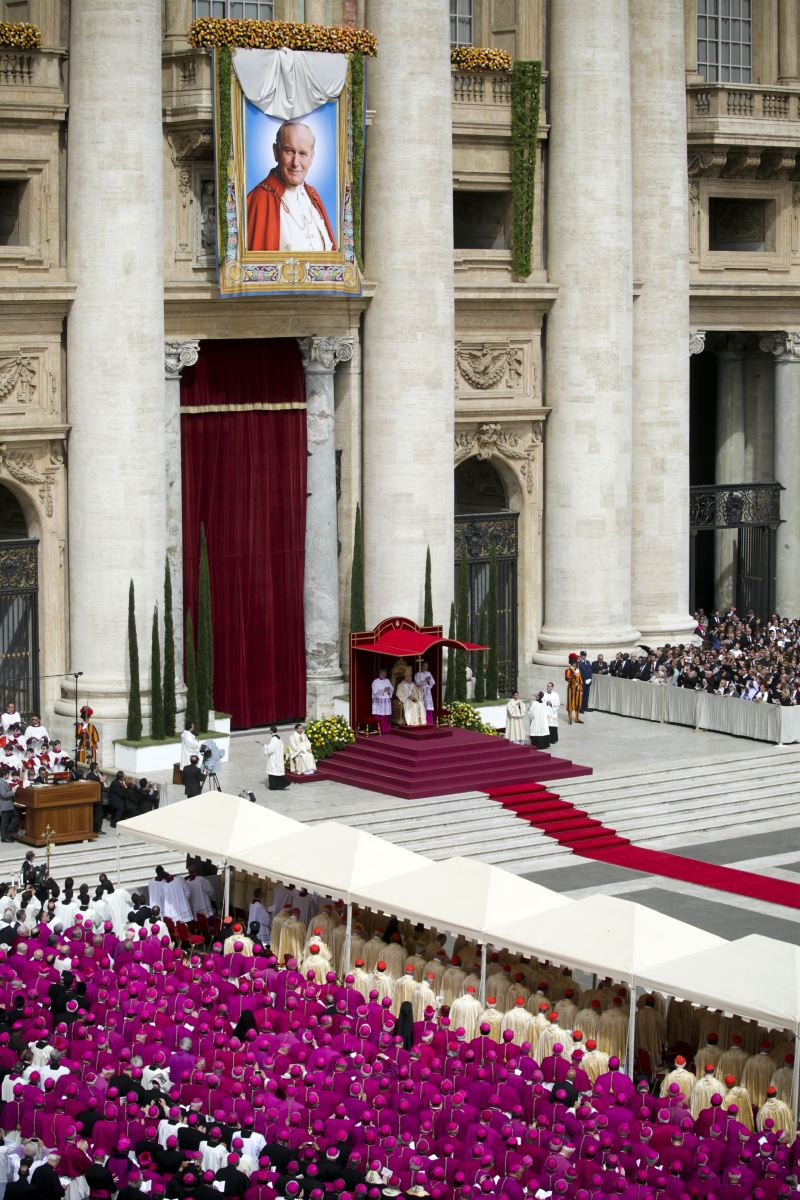
Seligsprechung des Papstes Johannes Paul II.

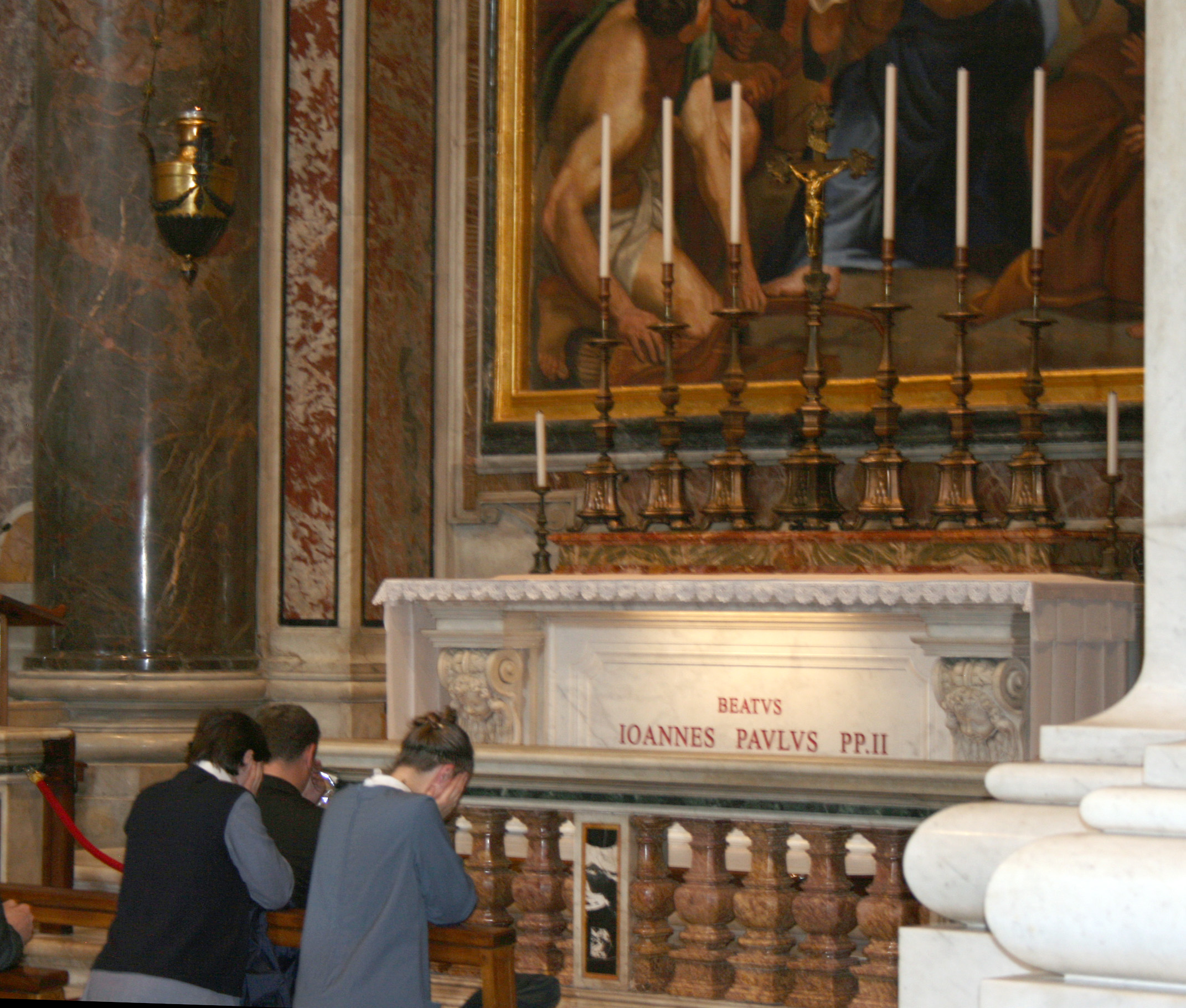
Letzte Ruhestätte des Heiligen in der St.-Sebastianus-Kapelle des Petersdoms in Rom (2011)

Am 1. Mai 2011 sprach sein Nachfolger Papst Benedikt XVI. bei einem Pontifikalamt auf dem Petersplatz Papst Johannes Paul II. selig und nahm ihn in das Verzeichnis der Heiligen und Seligen auf. Nach dem Seligsprechungsritus brachten zwei Ordensschwestern, eine davon Marie Simon-Pierre, deren Heilung von der Parkinson-Krankheit im Seligsprechungsprozess als Wunder auf die Fürsprache des Seligen anerkannt worden war, ein Reliquiar mit einer Ampulle, die etwas Blut von Johannes Paul II. enthält, zum Altar. Unter den hunderttausenden Menschen auf dem Petersplatz waren etwa 90 hochrangige Delegationen aus aller Welt, darunter zahlreiche Staatspräsidenten, sowie Vertreter von Königshäusern. Pilger, die auf dem Petersplatz keinen Platz mehr fanden, verfolgten die Seligsprechung auf Großleinwänden in der italienischen Hauptstadt. Insgesamt kamen etwa 1,5 Millionen Pilger nach Rom. Bereits vor der Messfeier war der Sarg Johannes Pauls II. vor der Confessio im Petersdom aufgebahrt worden. Papst Benedikt XVI. betete dort nach dem Gottesdienst für kurze Zeit, danach hatten die Gläubigen Gelegenheit, am Sarg vorbeizudefilieren. Bis zum Abend des 2. Mai 2011 zählte man 350.000 Menschen, die den Sarg besucht hatten. Der schlichte Holzsarg mit den sterblichen Überresten Papst Johannes Pauls II. wurde anschließend in einer kurzen Zeremonie in der Sankt-Sebastianus-Kapelle im rechten Seitenschiff des Petersdoms beigesetzt. Als nichtgebotener Gedenktag in der Liturgie der römisch-katholischen Kirche (zunächst in den Regionalkalendern für Polen und die Stadt Rom) wurde der 22. Oktober, der Tag seiner Inthronisation im Jahre 1978, festgesetzt.
Am 5. Juli 2013 teilte der Heilige Stuhl mit, dass Papst Franziskus das für eine Heiligsprechung erforderliche zweite Wunder durch ein Dekret anerkannt habe. Dabei handelt es sich um die Genesung der Floribeth Mora Díaz aus Costa Rica, die am Tag der Seligsprechung Papst Johannes Pauls II. von einem Aneurysma im Gehirn geheilt wurde. Am 27. April 2014, dem Barmherzigkeitssonntag, wurde Johannes Paul II. zusammen mit einem seiner Vorgänger im Papstamt, Johannes XXIII., von Papst Franziskus heiliggesprochen. An der Zeremonie auf dem Petersplatz nahm in Anwesenheit von rund einer Million Menschen neben vielen Kardinälen, Bischöfen und Priestern auch der emeritierte Papst Benedikt XVI. teil.
Der Kürze und dem Erfolg der Prozesse kam die 1983 erfolgte Abschaffung des Advocatus Diaboli, das weitgehende Stillschweigen über seine Theologie des Leibes und auch die weitgehende Geheimhaltung der engen Freundschaft des Papstes mit Anna-Teresa Tymieniecka zugute. Postulator des Verfahrens war von 2005 bis 2014 der polnische Priester und Kirchenrechtler Sławomir Oder.

### Kritik an der Seligsprechung

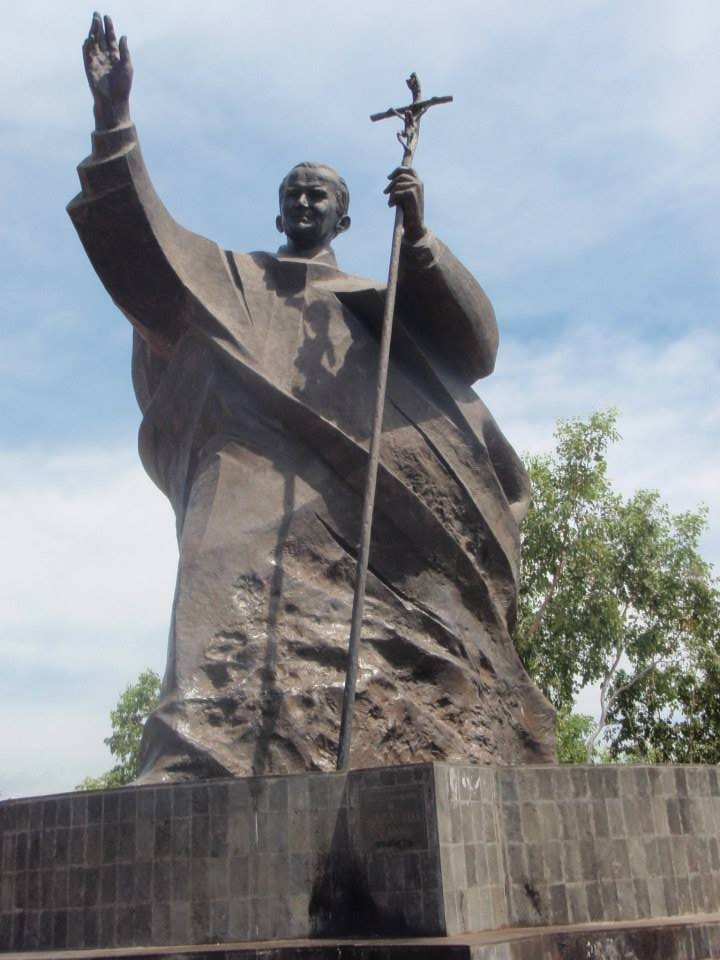
Denkmal für Johannes Paul II. in Tasitolu, Osttimor

Die Seligsprechung wird von Vertretern von Opfern kirchlichen sexuellen Missbrauchs wie SNAP und netzwerkB kritisiert. Norbert Denef äußerte zur Seligsprechung: „Nicht nur für mich persönlich, sondern weltweit für viele Opfer, die als Mädchen und Jungen in der Amtszeit Papst Johannes Pauls II. missbraucht wurden, ist diese Seligsprechung Salz in ihren tiefen, noch immer frischen Wunden. Auch während seines Pontifikats wurden Verbrechen nicht nur in Deutschland, sondern in vielen anderen Ländern, darunter den Vereinigten Staaten und Mexiko, vertuscht und verschwiegen. Anstatt einen toten Papst seligzusprechen, sollte die Kirche den Opfern helfen.“
Im November 2020 erneuerte ein Bericht in der New York Times die Vorwürfe in diesem Zusammenhang, wobei konkret auf das Verhalten Johannes Paul II. im Falle von Theodore McCarrick hingewiesen wurde. So habe er diesem den Aufstieg bis zum Kardinal ermöglicht, obwohl er von hohen Kirchenfunktionären in seinem Umfeld davor gewarnt wurde, weil zu McCarrick die Vorwürfe sexuellen Missbrauchs nicht verstummten. Im Juni 2018 wurde dieser schließlich von Papst Franziskus vom Priesteramt suspendiert und bald darauf laisiert. Verteidiger des Papstes geben zu Bedenken, dass Johannes Paul II. in gutem Glauben gehandelt habe und wie viele andere auch von McCarrick getäuscht worden sei. Außerdem seien Heilige nicht frei von Fehlern in ihrem Urteil.
Hans Küng warf ihm vor, in innerkirchlichen Angelegenheiten „die Menschenrechte von Frauen und Theologen unterdrückt“ zu haben; „der zwiespältigste Papst des 20. Jahrhunderts“ tauge nicht als Vorbild.
Bernard Fellay von der Priesterbruderschaft St. Pius X. und andere Traditionalisten kritisieren vor allem die „ärgerniserregendsten“ Unternehmungen Johannes Pauls II. wie das „Küssen des Korans“ am 14. Mai 1999, die interreligiösen Gebetsakte in Assisi 1986 und 2002 sowie seine „zahlreichen Zeremonien der Vergebungsbitte“ wie das Mea culpa vom 12. März 2000.
Robert Leicht kritisiert das Außerkraftsetzen der üblichen Fünfjahresfrist und äußert Kritik an dem zur Begründung herangezogenen Wunder.
Der polnische Nachrichtensender TVN24, der dem US-amerikanischen Unternehmen Warner Bros. Discovery gehört, veröffentlichte am 7. März 2023 einen Bericht über Wojtyłas mutmaßliche Strafvereitelung zur Deckung von Kindesmissbrauch, als er Erzbischof von Krakau war. Die von der Partei „Recht und Gerechtigkeit“ (PiS) gestellte polnische Regierung bestellte daraufhin den US-Botschafter ein; der Sejm fasste mit der Mehrheit der PiS einen Beschluss, dem zufolge eine „medial schändliche Hetzjagd“ auf den „guten Namen“ des Papstes stattfinde.

### Gedenken und Verehrung
Weltweit finden sich Reliquien des Heiligen. In seinem Heimatland Polen wird Johannes Paul II. besonders verehrt. Neben Kirchenpatrozinien, wie etwa im polnischen Koschmiede, wurden auch zahlreiche Straßen und Plätze nach ihm benannt, unter anderem die Aleja Jana Pawła II (Johannes-Paul-II.-Allee) in Warschau. Bełchatów (Belchatow) erklärte ihn am 21. Oktober 2012 zum Schutzpatron der Stadt. Bis 2018 wurden in Polen etwa 700 Standbilder zum Gedenken an Johannes Paul II. errichtet, darunter in Częstochowa (Tschenstochau) eine 14 Meter hohe Statue aus Fiberglas, die am 13. April 2013 gesegnet wurde. 2019 wurde in Warschau das Johannes-Paul-II.-und-Primas-Wyszynski-Museum eröffnet.
Außerhalb von Polen wurde unter anderem der Flughafen Bari nach ihm benannt. Darüber hinaus trägt die Johannes-Paul-II.-Halbinsel auf der antarktischen Livingston-Insel seinen Namen. In Osttimor trägt einer der drei Seen von Tasitolu den Namen Laguna João Paulo.

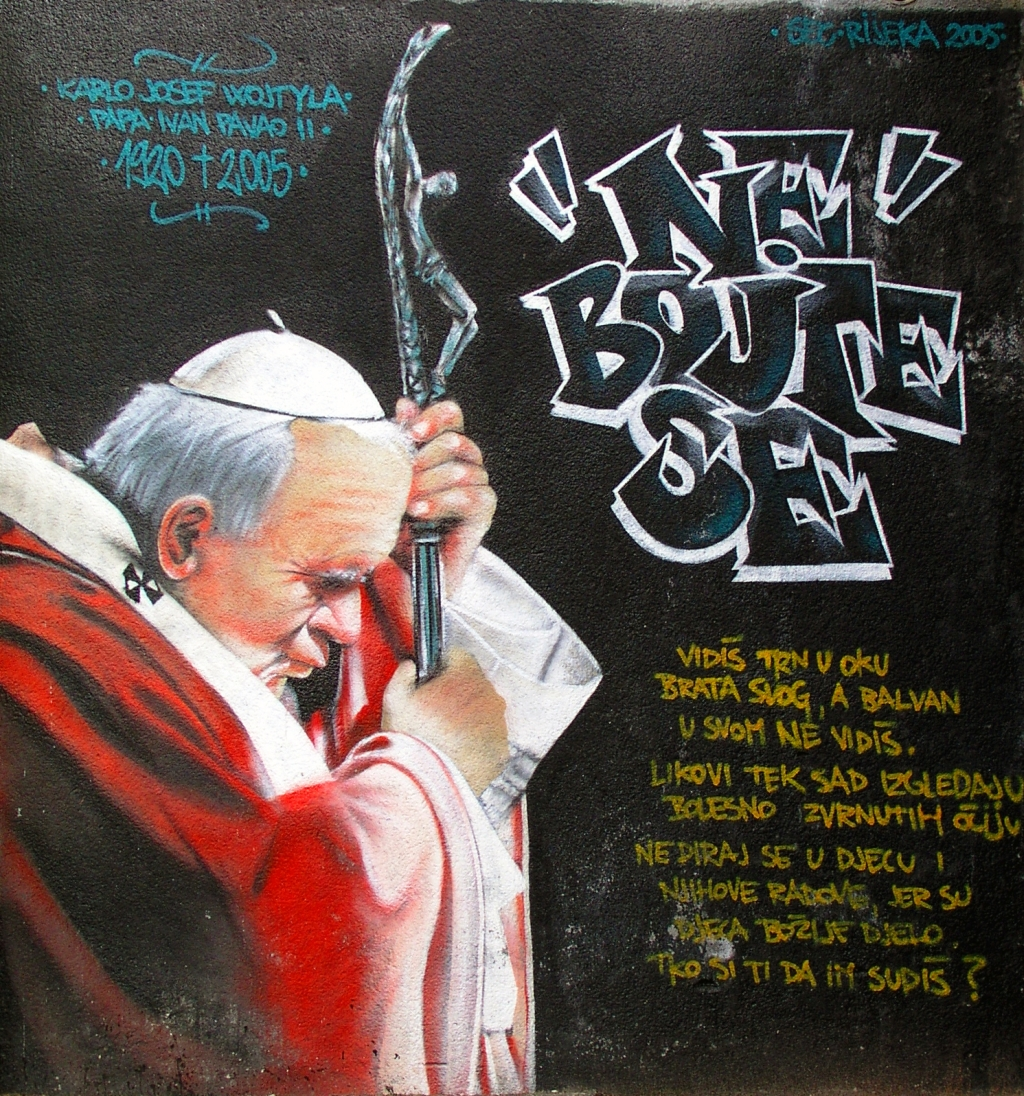
Graffiti in Rijeka (Kroatien) mit dem Bildnis Johannes Paul II. und seinem zum Filmtitel gewordenen Ausspruch „Fürchtet Euch nicht!“, den er zu seiner Amtseinführung vom Petersplatz aus den Menschen hinter dem Eisernen Vorhang zurief.

Ende Oktober 2019 unterbreitete die polnische Bischofskonferenz Papst Franziskus den Wunsch, den Heiligen zum Kirchenlehrer und Mitpatron Europas zu erheben. Dies solle aus Anlass seines hundertsten Geburtstags und des 15. Jahrestags seines Todes im Jahr 2020 erfolgen.
Am 28. Oktober 2024, dem tschechischen Nationalfeiertag, wurde Papst Johannes Paul II. mit dem Tomáš-Garrigue-Masaryk-Orden erster Klasse in memoriam „für seine herausragenden Verdienste um die Entwicklung der Demokratie, der Humanität und der Menschenrechte“ ausgezeichnet.

## Verfilmungen
Das Leben von Johannes Paul II. wurde mehrfach verfilmt:
- 1981: Aus einem fernen Land – Papst Johannes Paul II. (Regie: Krzysztof Zanussi)
- 1984: Johannes Paul II. – Sein Weg nach Rom, US-amerikanischer Fernsehfilm (Regie: Herbert Wise)
- 2004: Papst Johannes Paul II: Sein Leben – Seine Zeit – Sein Wirken, biographische Dokumentation (mit Michail Gorbatschow, Henry Kissinger, Wojciech Jaruzelski, Lech Wałęsa, Zbigniew Brzeziński u. a.)
- 2005: Karol – Ein Mann, der Papst wurde, italienische Fernsehproduktion (mit Piotr Adamczyk als Johannes Paul II.)
- 2005: Papst Johannes Paul II. (mit Jon Voight und Cary Elwes als Johannes Paul II.)
- 2005: Fürchtet euch nicht! – Das Leben Papst Johannes Pauls II. (mit Thomas Kretschmann als Johannes Paul II.)
- 2006: Karol – Papst und Mensch, italienische Fernsehproduktion (Fortsetzung von „Karol – Ein Mann, der Papst wurde“, mit Piotr Adamczyk als Johannes Paul II.; erstmals aufgeführt am 30. März 2006 im Vatikan)
- 2006: Karol Wojtyła – Geheimnisse eines Papstes (mit Michael Mendl und Devid Striesow als Johannes Paul II.)
- 2007: El baño del Papa – Das große Geschäft (Regie: Enrique Fernández und César Charlone)
- 2011: Der Kardinal, TV-Film über Kardinal Franz König (mit Volkmar Kleinert als Johannes Paul II.)

## Schriften

### Bücher
- Jeremiasz, Drama, 1940; deutsche Ausgabe: Jeremia – ein nationales Drama in drei Teilen. Bonifatius, Paderborn 1991, ISBN 3-87088-922-5.
- Doctrina de fide apud S. Joannem a Cruce, Rom 1948 (Dissertation Päpstliche Universität Heiliger Thomas von Aquin, Angelicum, Rom 1948, 223 Seiten); deutsche Ausgabe: Der Glaube bei Johannes vom Kreuz, vorbereitet und übersetzt von Erika Innertsberger. Verlag Christliche Innerlichkeit, Wien 1998, ISBN 3-901797-05-X.
- Miłość i odpowiedzialność, 1960; deutsche Neuausgabe: Liebe und Verantwortung. Eine ethische Studie, übersetzt von Josef Spindelböck. Zweite Auflage, Verlag St. Josef, Kleinhain 2010, ISBN 978-3-901853-14-2 (über Ehe, Familie und Sexualität).
- unter dem Pseudonym Andrzej Jawień: Przed sklepem jubilera, 1960; deutsch: Der Laden des Goldschmieds. Szenische Meditationen über das Sakrament der Ehe, die sich vorübergehend zum Drama wandeln, übersetzt von Theo Mechtenberg. Herder, Freiburg im Breisgau 1983, ISBN 978-3-451-18875-6.
- Person und Tat. Herder, Freiburg im Breisgau 1981, ISBN 3-451-18709-4 (polnische Originalausgabe 1969).
- Der Bruder unseres Gottes – Strahlung des Vaters, zwei Dramen. Übertragung ins Deutsche von Theo Mechtenberg, Herder, Freiburg im Breisgau 1981, ISBN 978-3-451-19417-7 (vgl. die Verfilmung von Krzysztof Zanussi: Our God’s Brother, 1997).
- Römisches Triptychon. Meditationen. Herder, Freiburg im Breisgau 2003, ISBN 978-3-451-28244-7.
  - Polnische Originalausgabe: Tryptyk Rzymski. Medytacje. Wyd. Św. Stanisława BM, Kraków 2003, ISBN 978-83-88971-43-3.
  - Italienische Übersetzung von Grażyna Miller: Trittico romano – meditazioni. Libreria Editrice Vaticana, Rom 2003, ISBN 88-209-7451-7.
- Sehnsucht nach Glück. Herder, Freiburg im Breisgau 2003.
- Auf, lasst uns gehen! 2004, ISBN 3-89897-045-0.
- Versöhnung zwischen den Welten. Im Gespräch mit den Religionen. 2004, ISBN 978-3-87996-590-8.
- Erinnerung und Identität – Gespräche an der Schwelle zwischen den Jahrtausenden. 2005, ISBN 3-89897-170-8.
- Wer ist der Mensch? Skizzen zur Anthropologie, eingeleitet und übersetzt von Hanns-Gregor Nissing. Pneuma Verlag, München 2011, ISBN 978-3-942013-06-2.
- Ich bin ganz in Gottes Hand – persönliche Notizen 1962–2003, übersetzt von Anna und Stefan Meetschen. Herder, Freiburg im Breisgau 2014, ISBN 978-3-451-31333-2 (Online-Ressource).
  - Polnische Originalausgabe: „Jestem bardzo w rękach Bożych“. Notatki osobiste 1962–2003. Społeczny Instytut Wydawniczy Znak, Kraków 2014, ISBN 978-83-240-2990-7.

### Enzykliken
- 1979: Redemptor hominis (zum Beginn seines päpstlichen Amtes)
- 1980: Dives in misericordia (über das göttliche Erbarmen)
- 1981: Laborem exercens (über die menschliche Arbeit, zum 90. Jahrestag der Enzyklika Rerum Novarum)
- 1985: Slavorum Apostoli (in Erinnerung an das Werk der Evangelisierung der Heiligen Kyrill und Methodius vor 1100 Jahren)
- 1986: Dominum et Vivificantem (über den Heiligen Geist im Leben der Kirche und der Welt)
- 1987: Redemptoris Mater (über die selige Jungfrau Maria im Leben der pilgernden Kirche)
- 1987: Sollicitudo rei socialis (zwanzig Jahre nach der Enzyklika Populorum progressio von Paul VI.)
- 1990: Redemptoris missio (zur fortdauernden Gültigkeit des missionarischen Auftrages)
- 1991: Centesimus annus (zum 100. Jahrestag von Rerum Novarum)
- 1993: Veritatis splendor (zu grundlegenden Fragen der kirchlichen Morallehre)
- 1995: Evangelium vitae (über den Wert und die Unantastbarkeit des menschlichen Lebens)
- 1995: Ut unum sint (über den Einsatz für die Ökumene)
- 1998: Fides et ratio (über das Verhältnis von Glaube und Vernunft)
- 2003: Ecclesia de eucharistia (über die Eucharistie in ihrem Verhältnis zur Kirche)

### Andere Werke
- 1982: The Pilgrim Pope
- 1994: The Rosary
- 1999: Abbà Pater